# Trajano
Marco Úlpio Nerva Trajano (em latim: Marcus Ulpius Nerva Traianus; 18 de setembro de 53 — 9 de agosto de 117) foi imperador romano de 98 a 117. Oficialmente declarado optimus princeps ("melhor governante") pelo senado, Trajano é lembrado como um soldado-imperador de sucesso que presidiu uma das maiores expansões militares da história romana e levou o império a atingir sua maior extensão territorial na época da sua morte. Ele também é conhecido por seu governo filantrópico, supervisionando extensos programas de construção pública e implementando políticas de bem-estar social, o que lhe rendeu sua reputação duradoura como o segundo dos Cinco Bons Imperadores que presidiu uma era de paz dentro do Império e prosperidade no mundo mediterrâneo.
Trajano nasceu em Itálica (atual Santiponce), perto da atual Sevilha, na atual Espanha, um pequeno município romano fundado por colonos itálicos na província da Hispânia Bética. Ele veio de um ramo da gens Úlpia, os Úlpios Trajanos, que se originou na cidade de Tuder, na Úmbria. Seu pai Marco Úlpio Trajano, também nascido em Itálica, era senador e, portanto, Trajano nasceu em uma família senatorial.
Trajano ganhou destaque durante o reinado do imperador Domiciano. Servindo como legado legionário na Hispânia Tarraconense, em 89 Trajano apoiou Domiciano contra uma revolta no Reno liderada por Antônio Saturnino. Em setembro de 96, Domiciano foi sucedido pelo velho e sem filhos Nerva, que provou ser impopular com o exército. Após um breve e tumultuado ano no poder, culminando em uma revolta de membros da Guarda Pretoriana, ele decidiu adotar o mais popular Trajano como seu herdeiro e sucessor. Nerva morreu em 98 e foi sucedido por seu filho adotivo sem incidentes.
O extenso programa de construção pública de Trajano remodelou a cidade de Roma e deixou inúmeros marcos duradouros, como o Fórum de Trajano, o Mercado de Trajano e a Coluna de Trajano. No início de seu reinado, ele anexou o Reino Nabateu, criando a província da Arábia Petreia. Sua conquista da Dácia enriqueceu muito o império, pois a nova província possuía muitas valiosas minas de ouro. A guerra de Trajano contra o Império Parta terminou com o saque de sua capital Ctesifonte e a anexação da Armênia, Mesopotâmia e (possivelmente) Assíria. No final de 117, enquanto navegava de volta a Roma, Trajano adoeceu e morreu de derrame na cidade de Selino. Ele foi deificado pelo Senado e seu primo e sucessor, Adriano, a quem Trajano supostamente adotou em seu leito de morte. Segundo a tradição histórica, as cinzas de Trajano foram sepultadas em uma pequena sala sob a Coluna de Trajano.

## Primeiros anos

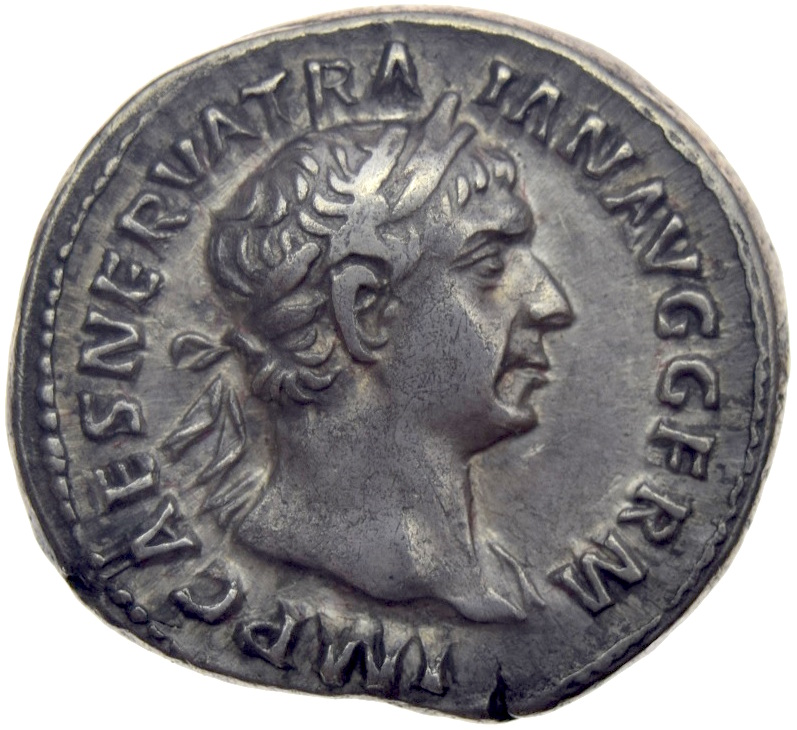
Denário de Trajano, cunhado em Roma em 101–102

Marco Úlpio Nerva Trajano nasceu em 18 de setembro de 53 na província romana de Hispânia Bética (no que é hoje a Andaluzia, na Espanha moderna), no pequeno município romano de Itálica (agora na área municipal de Santiponce, nos arredores de Sevilha). Na época do nascimento de Trajano, era uma pequena cidade, sem banhos, teatro e anfiteatro, e com um território muito estreito sob sua administração direta. Seu ano de nascimento não é atestado de forma confiável e pode ter sido 56.
Alguns autores antigos, principalmente Dião Cássio, afirmam que Trajano foi o primeiro imperador de origem não itálica. No entanto, a pátria de Itálica de Trajano, na Bética espanhola, era uma colônia romana de colonos itálicos fundada em 206 a.C. por Cipião Africano. O ramo paterno de Trajano da gens Úlpia veio da Úmbria, particularmente da cidade de Túder (Todi), e estava entre os colonos originais da cidade ou chegou lá em um momento desconhecido, e sua gens materna Márcia era de origem sabina. Por esta razão, historiadores modernos, como Julian Bennett, rejeitam a afirmação de Dio. É possível, mas não pode ser comprovado, que os ancestrais de Trajano se casaram com locais e perderam sua cidadania em algum momento, mas certamente teriam recuperado seu status quando a cidade se tornou um município com cidadania latina em meados do século I a.C.. Trajano era filho de Márcia, uma nobre romana e cunhada do segundo imperador flaviano Tito, e Marco Úlpio Trajano, um proeminente senador e general da gens Úlpia. Marco Úlpio Trajano, o ancião, serviu a Vespasiano na Primeira Guerra Judaico-Romana, comandando a X Legião Fretense.
O próprio Trajano foi apenas um dos muitos Úlpios conhecidos em uma linha que continuou muito depois de sua própria morte. Sua irmã mais velha era Úlpia Marciana, e sua sobrinha era Salonina Matídia. Muito pouco se sabe sobre os primeiros anos de formação de Trajano, mas é provável que ele tenha passado seus primeiros meses ou anos em Itálica antes de se mudar para Roma e então, talvez por volta dos oito ou nove anos de idade, ele quase certamente teria retornado temporariamente para Itálica com seu pai durante o governo de Trajano na Bética (ca. 64–65). A falta de uma base de poder local forte causada pelo tamanho da cidade de onde eles vieram, tornou necessário para os Úlpios (e para os Élios, a outra importante família senatorial de Itálica com quem eles eram aliados) para tecer alianças locais, na Bética (com os Ânios, os Úcubos e talvez os Dasúmios de Córduba), a Tarraconense e a Narbonense, aqui sobretudo através de Pompeia Plotina, mulher de Trajano. Muitas dessas alianças não foram feitas na Espanha, mas em Roma. A casa da família em Roma, a Casa Trajana, ficava no Monte Aventino, e os achados da escavação sob um estacionamento na Piazza del Tempio di Diana são considerados a grande villa suburbana da família com quartos primorosamente decorados.

### Carreira militar

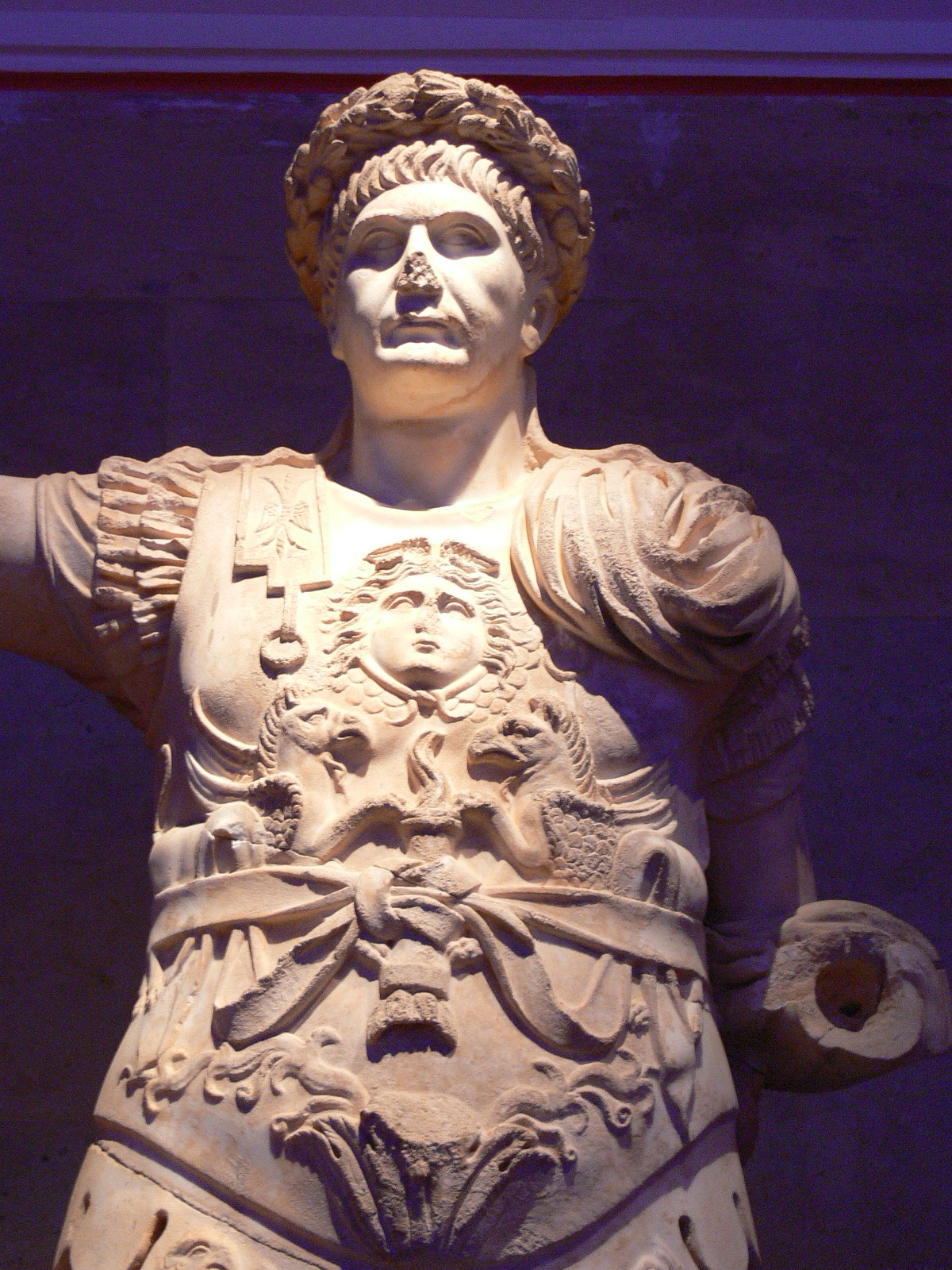
Trajano vestindo a coroa cívica e traje militar, como uma couraça muscular, século II, Museu Arqueológico de Antália

Quando jovem, Trajano subiu nas fileiras do exército romano, servindo em algumas das partes mais contestadas da fronteira do Império. Em 76-77, seu pai foi legado (governador) propretor da Síria (Legatus pro praetore Syriae), onde o próprio Trajano permaneceu como tribuno legional (Tribunus legionis). De lá, após a substituição de seu pai, ele parece ter sido transferido para uma província não especificada do Reno, e Plínio sugere que ele se envolveu em serviço de combate ativo durante ambas as comissões. Por volta de 86, o primo de Trajano, Élio Áfer, morreu, deixando órfãos seus filhos Adriano e Paulina. Trajano e seu colega Públio Acílio Aciano tornaram-se coguardiões das duas crianças. Trajano, com quase trinta anos, foi nomeado cônsul ordinário no ano de 91. A idade mínima legal para esse cargo era 32 anos. Essa nomeação precoce pode refletir a proeminência da carreira de seu pai, já que ele havia sido fundamental para a ascensão da governante dinastia flaviana, ocupava cargo consular e acabara de se tornar patrício. Por volta dessa época, Trajano trouxe o arquiteto e engenheiro Apolodoro de Damasco com ele para Roma, e casou-se com Pompeia Plotina, uma nobre do assentamento romano em Nîmes. O casamento acabou por não gerar filhos.
Dião Cássio observou mais tarde que Trajano era um amante de homens jovens, em contraste com a atividade bissexual usual que era comum entre os homens romanos de classe alta do período. O imperador Juliano também fez uma referência sardônica à preferência sexual de seu predecessor, afirmando que o próprio Zeus teria que estar em guarda se seu Ganímedes chegasse nas proximidades de Trajano. Esse desgosto refletia uma mudança de costumes que começou com a dinastia severa, os supostos amantes de Trajano incluíam o futuro imperador Adriano, pajens da casa imperial, o ator Pílades, um dançarino chamado Apolausto, Lúcio Licínio Sura e o predecessor de Trajano, Nerva. Dião Cássio também relata que Trajano fez de Abgar VII um aliado por causa do belo filho deste último, Arbandes, que então dançaria para Trajano em um banquete. Os detalhes do início da carreira militar de Trajano são obscuros, exceto pelo fato de que em 89, como legado da VII Legião Gêmea Feliz na Hispânia Tarraconense, ele apoiou Domiciano contra uma tentativa de golpe de Lúcio Antônio Saturnino, governador da Germânia Superior. Trajano provavelmente permaneceu na região depois que a revolta foi reprimida, para se envolver com os catos que se aliaram a Saturnino, antes de devolver a legião VII Gemina à legião na Hispânia Tarraconense. Em 91, ele ocupou um consulado com Acílio Glabrião, uma raridade porque nenhum dos dois cônsules era membro da dinastia governante. Ele ocupou uma comissão consular não especificada como governador da Panônia ou da Germânia Superior, ou possivelmente de ambos. Plínio — que parece evitar deliberadamente oferecer detalhes que enfatizassem a ligação pessoal entre Trajano e o "tirano" Domiciano — atribui a ele, na época, vários (e não especificados) feitos de armas.

### Ascensão ao poder

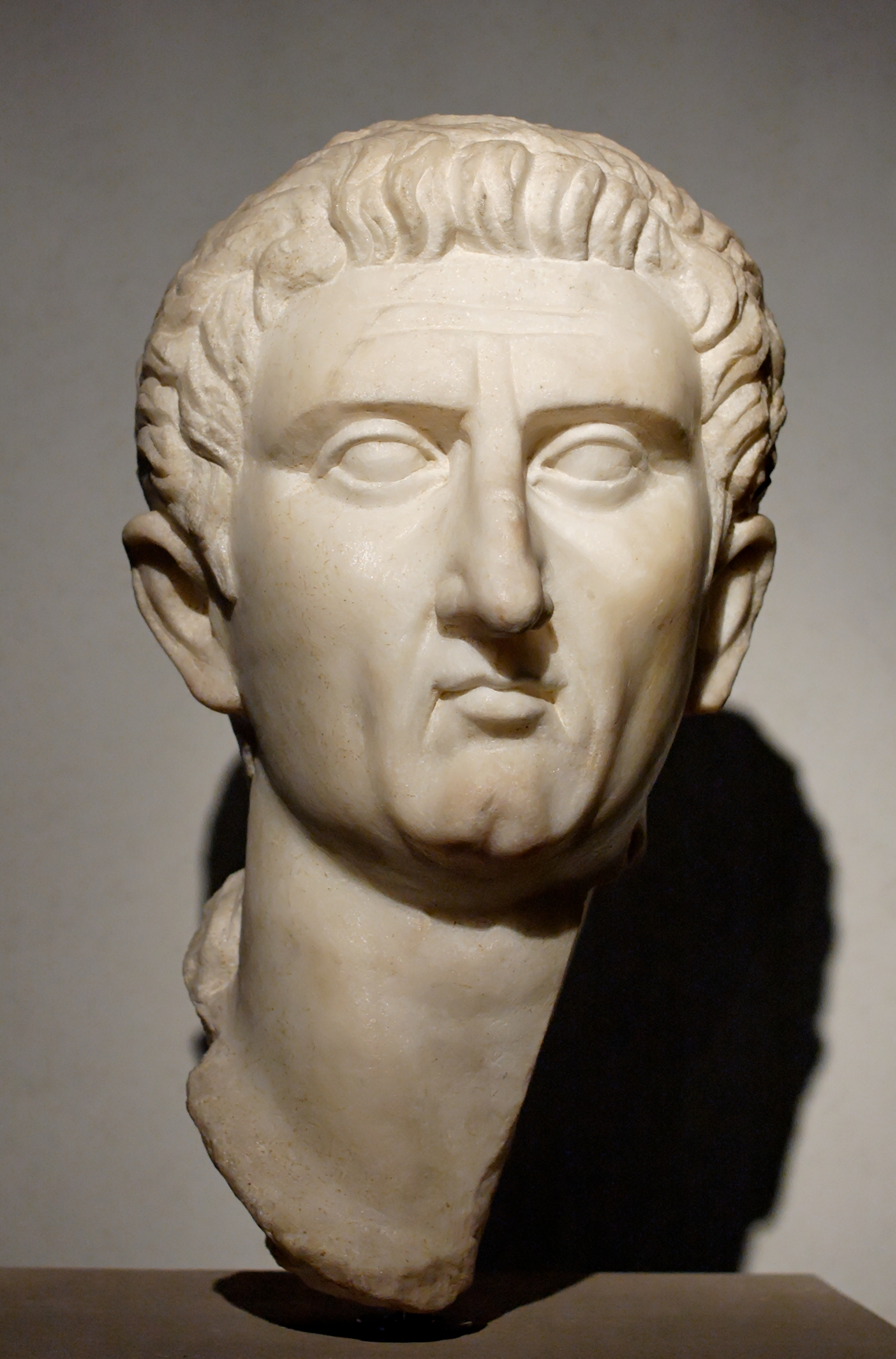
Busto de Nerva, que se tornou imperador após o assassinato de Domiciano

O sucessor de Domiciano, Nerva, era impopular com o exército e foi forçado por seu prefeito pretoriano, Caspério Eliano, a executar os assassinos de Domiciano. Nerva precisava do apoio do exército para evitar ser deposto. Ele conseguiu isso no verão de 97 ao nomear Trajano como seu filho adotivo e sucessor, alegando que isso se devia inteiramente aos excelentes méritos militares de Trajano. Há indícios, no entanto, em fontes literárias contemporâneas de que a adoção de Trajano foi imposta a Nerva. Plínio deu a entender isso quando escreveu que, embora um imperador não pudesse ser coagido a fazer algo, se essa foi a maneira pela qual Trajano foi elevado ao poder, então valeu a pena. Alice König argumenta que a noção de uma continuidade natural entre os reinados de Nerva e Trajano foi uma ficção ex post facto desenvolvida por autores que escreveram sob Trajano, incluindo Tácito e Plínio.
De acordo com a História Augusta, o futuro imperador Adriano informou a Trajano sobre sua adoção. Trajano manteve Adriano na fronteira do Reno como tribuno militar, e Adriano tornou-se assim conhecedor do círculo de amigos e parentes com quem Trajano se cercou. Entre eles estava o governador da Germânia Inferior, o espanhol Lúcio Licínio Sura, que se tornou o principal conselheiro pessoal e amigo oficial de Trajano. Sura foi altamente influente e foi nomeado cônsul para o terceiro mandato em 107. Alguns senadores podem ter se ressentido das atividades de Sura como criador de reis e eminência parda, entre eles o historiador Tácito, que reconheceu os talentos militares e oratórios de Sura, mas comparou sua ganância e caminhos tortuosos aos da eminência parda de Vespasiano, Licínio Muciano. Diz-se que Sura informou Adriano em 108 que ele havia sido escolhido como herdeiro imperial de Trajano.
Como governador da Germânia Superior durante o reinado de Nerva, Trajano recebeu o impressionante título de Germânico por sua habilidosa administração e governo da volátil província imperial. Quando Nerva morreu em 28 de janeiro de 98, Trajano assumiu o cargo de imperador sem nenhum incidente externo adverso. O fato de ele ter optado por não se apressar em direção a Roma, mas ter feito uma longa viagem de inspeção nas fronteiras do Reno e do Danúbio, pode sugerir que ele não tinha certeza de sua posição, tanto em Roma quanto com os exércitos na frente. Alternativamente, a mente militar aguçada de Trajano entendeu a importância de fortalecer as fronteiras do império. Sua visão para futuras conquistas exigia a melhoria diligente das redes de vigilância, defesas e transporte ao longo do Danúbio. Antes de suas viagens pela fronteira, Trajano ordenou que seu prefeito Eliano o acompanhasse na Germânia, onde ele foi aparentemente executado imediatamente ("colocado fora do caminho"), e seu cargo agora vago assumido por Ácio Suburano. A ascensão de Trajano, portanto, poderia se qualificar mais como um golpe bem-sucedido do que uma sucessão ordenada.

## Imperador Romano
Ao entrar em Roma, Trajano concedeu à plebe uma doação direta em dinheiro. A tradicional doação às tropas, porém, foi reduzida à metade. Permaneceu a questão das relações tensas entre o imperador e o Senado, especialmente depois do suposto sangue que marcou o reinado de Domiciano e suas relações com a Cúria. Ao fingir relutância em manter o poder, Trajano foi capaz de começar a construir um consenso em torno dele no Senado. Sua tardia entrada cerimonial em Roma em 99 foi notavelmente discreta, algo sobre o qual Plínio, o Jovem, tratou. Ao não apoiar abertamente a preferência de Domiciano por oficiais equestres, Trajano parecia conformar-se com a ideia (desenvolvida por Plínio) de que um imperador derivava sua legitimidade de sua adesão às hierarquias tradicionais e à moral senatorial. Portanto, ele poderia apontar para o caráter supostamente republicano de seu governo.
Em discurso por ocasião da posse de seu terceiro consulado, em 1.º de janeiro de 100, Trajano exortou o Senado a dividir com ele os cuidados com o Império — fato posteriormente celebrado em uma moeda. Na realidade, Trajano não dividiu o poder de forma significativa com o Senado, algo que Plínio admite candidamente: "[T]udo depende dos caprichos de um único homem que, em nome do bem comum, assumiu todas as funções e todas as tarefas". Uma das tendências mais significativas de seu reinado foi a invasão da esfera de autoridade do Senado, como a decisão de transformar as províncias senatoriais da Acaia e da Bitínia em imperiais, a fim de lidar com os gastos excessivos em obras públicas pelos magnatas locais e a má administração geral dos assuntos provinciais por vários procônsules nomeados pelo Senado.

### Optimus princeps

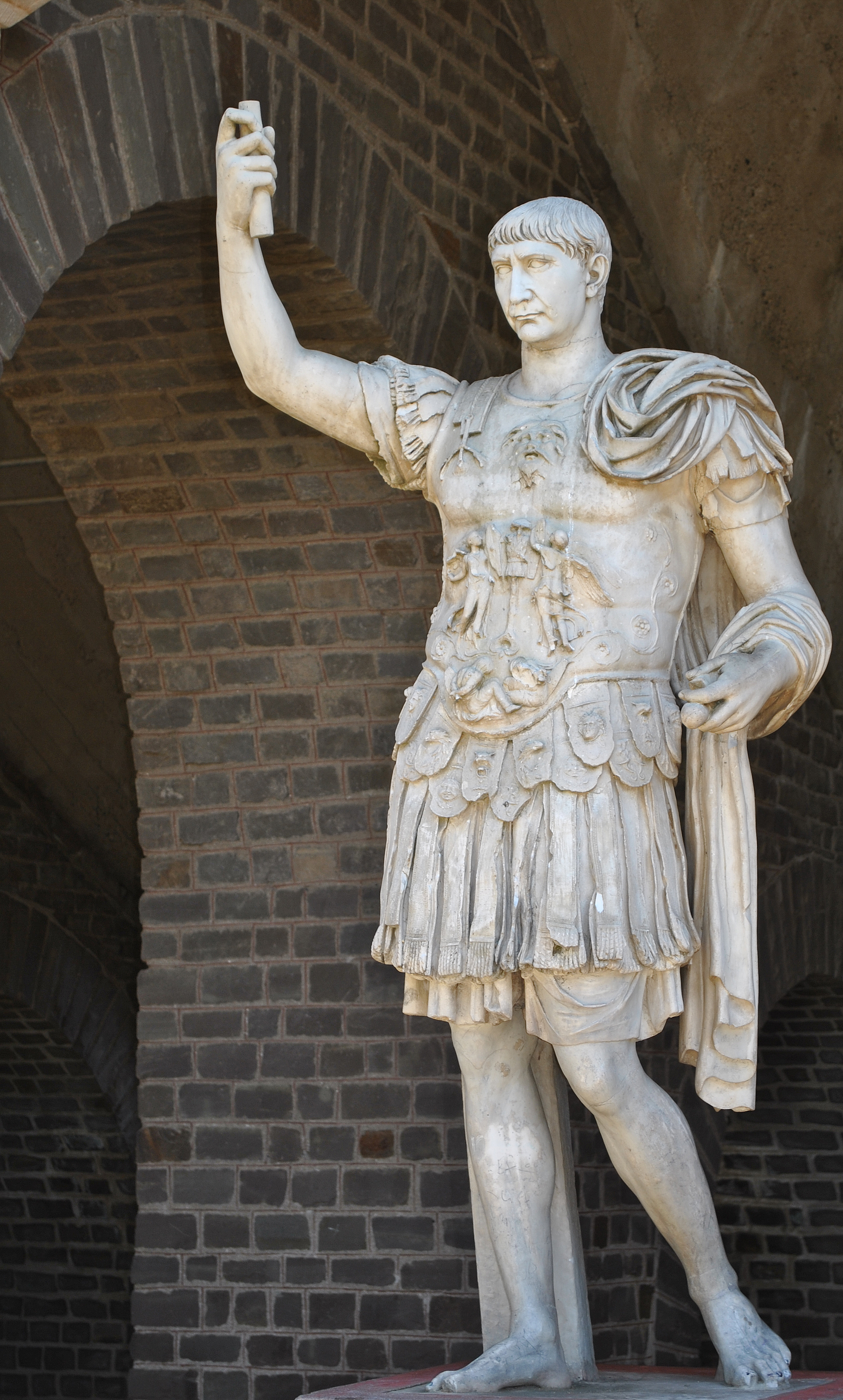
Estátua de Trajano, posando em traje militar, em frente ao Anfiteatro da Colônia Úlpia Trajana no Parque Arqueológico de Xanten

Na fórmula desenvolvida por Plínio, entretanto, Trajano era um "bom" imperador porque, por si mesmo, aprovava ou censurava as mesmas coisas que o Senado teria aprovado ou censurado. Se na realidade Trajano era um autocrata, seu comportamento deferente para com seus pares o qualificava para ser visto como um monarca virtuoso. A ideia é que Trajano exercia o poder autocrático por meio de moderatio em vez de contumacia — moderação em vez de insolência. Em suma, de acordo com a ética para a autocracia desenvolvida pela maioria dos escritores políticos da Era Imperial Romana, Trajano foi um bom governante na medida em que governou menos pelo medo e mais servindo de modelo, pois, segundo Plínio, "os homens aprender melhor com exemplos”. Eventualmente, a popularidade de Trajano entre seus pares era tal que o Senado Romano concedeu a ele o título honorífico de optimus, que significa "o melhor", que aparece nas moedas de 105 em diante. Este título tinha a ver principalmente com o papel de Trajano como benfeitor, como no caso de sua devolução de bens confiscados.
Plínio afirma que o papel ideal de Trajano era conservador, argumentado também pelas orações de Dião Crisóstomo — em particular suas quatro Orações sobre a realeza, compostas no início do reinado de Trajano. Dião, como um notável grego e intelectual com amigos em altos cargos, e possivelmente um amigo oficial do imperador (amicus caesaris), via Trajano como um defensor do status quo. Em sua terceira oração de reinado, Dião descreve um rei ideal governando por meio de "amizade" — isto é, por meio de patrocínio e uma rede de notáveis locais que atuam como mediadores entre os governados e o governante. A noção de Dião de ser "amigo" de Trajano (ou de qualquer outro imperador romano), no entanto, era um arranjo informal, que não envolvia entrada formal de tais "amigos" na administração romana. Trajano caiu nas boas graças da elite intelectual grega chamando de volta a Roma muitos (incluindo Dião) que haviam sido exilados por Domiciano, e devolvendo (em um processo iniciado por Nerva) uma grande quantidade de propriedades privadas que Domiciano havia confiscado. Ele também teve bons negócios com Plutarco, que, como um notável de Delfos, parece ter sido favorecido pelas decisões tomadas em nome de sua terra natal por um dos legados de Trajano, que havia arbitrado uma disputa de fronteira entre Delfos e suas cidades vizinhas.
No entanto, estava claro para Trajano que os intelectuais e notáveis gregos deveriam ser considerados ferramentas para a administração local e não deveriam se imaginar em uma posição privilegiada. Como Plínio disse em uma de suas cartas na época, era política oficial que as elites cívicas gregas fossem tratadas de acordo com seu status como teoricamente livres, mas não colocadas em pé de igualdade com seus governantes romanos. Quando a cidade de Apamea reclamou de uma auditoria de suas contas por Plínio, alegando seu status "livre" como colônia romana, Trajano respondeu por escrito que era por seu próprio desejo que tais inspeções haviam sido ordenadas. A preocupação com a atividade política local independente é vista na decisão de Trajano de proibir Nicomédia de ter um corpo de bombeiros ("Se as pessoas se reúnem para um propósito comum … elas logo o transformam em uma sociedade política", escreveu Trajano a Plínio), bem como nos temores dele e de Plínio sobre generosidades cívicas excessivas por parte de notáveis locais, como distribuição de dinheiro ou presentes.
As cartas de Plínio sugerem que Trajano e seus ajudantes estavam tão entediados quanto alarmados com as reivindicações de Dião e outros notáveis gregos de influência política com base no que eles viam como sua "conexão especial" com seus senhores romanos. Plínio conta que Dião de Prusa colocou uma estátua de Trajano em um complexo de edifícios onde a esposa e o filho de Dião foram enterrados — portanto, incorrendo em uma acusação de traição por colocar a estátua do imperador perto de um túmulo. Trajano, no entanto, desistiu da acusação. No entanto, embora o cargo de corretor fosse uma ferramenta para conter qualquer indício de atividade política independente entre os notáveis locais nas cidades gregas, os próprios corretores eram todos homens da mais alta posição social encarregados de uma comissão excepcional. O cargo parece ter sido concebido em parte como uma recompensa para os senadores que escolheram fazer carreira exclusivamente em nome do imperador. Portanto, na realidade, o cargo foi concebido como um meio de "domar" tanto os notáveis gregos quanto os senadores romanos. Deve-se acrescentar que, embora Trajano desconfiasse das oligarquias cívicas nas cidades gregas, ele também admitiu no Senado uma série de proeminentes notáveis orientais já indicados para promoção durante o reinado de Domiciano, reservando para eles um dos vinte cargos abertos a cada ano. para magistrados menores (os vigintíviros). Tal deve ser o caso do notável gálata e "principal membro da comunidade grega" (de acordo com uma inscrição) Caio Júlio Severo, que era descendente de várias dinastias helenísticas e reis clientes.
Severo era o avô do proeminente general Caio Júlio Quadrado Basso, cônsul em 105. Outros proeminentes senadores orientais incluíam Caio Júlio Alexandre Bereniciano, um descendente de Herodes, o Grande, cônsul sufecto em 116. Trajano criou pelo menos quatorze novos senadores da metade de língua grega do Império, um número de recrutamento sem precedentes que abre para questionar a questão do caráter "tradicionalmente romano" de seu reinado, bem como o "helenismo" de seu sucessor Adriano. Mas então os novos senadores orientais de Trajano eram em sua maioria homens muito poderosos e muito ricos com mais do que influência local e muito interconectados pelo casamento, de modo que muitos deles não eram totalmente "novos" no Senado. No nível local, entre a seção inferior das propriedades orientais, a alienação da maioria dos notáveis e intelectuais gregos em relação ao domínio romano, e o fato de que os romanos eram vistos pela maioria desses notáveis gregos como estrangeiros, persistiram bem depois do reinado de Trajano. Uma das criações senatoriais de Trajano do Oriente, o ateniense Caio Júlio Antíoco Epifanes Filopapo, um membro da Casa Real de Comagena, deixou para trás um monumento funerário na Colina de Mouseion que mais tarde foi depreciativamente descrito por Pausânias como "um monumento construído para um homem sírio".

### Relações greco-romanas

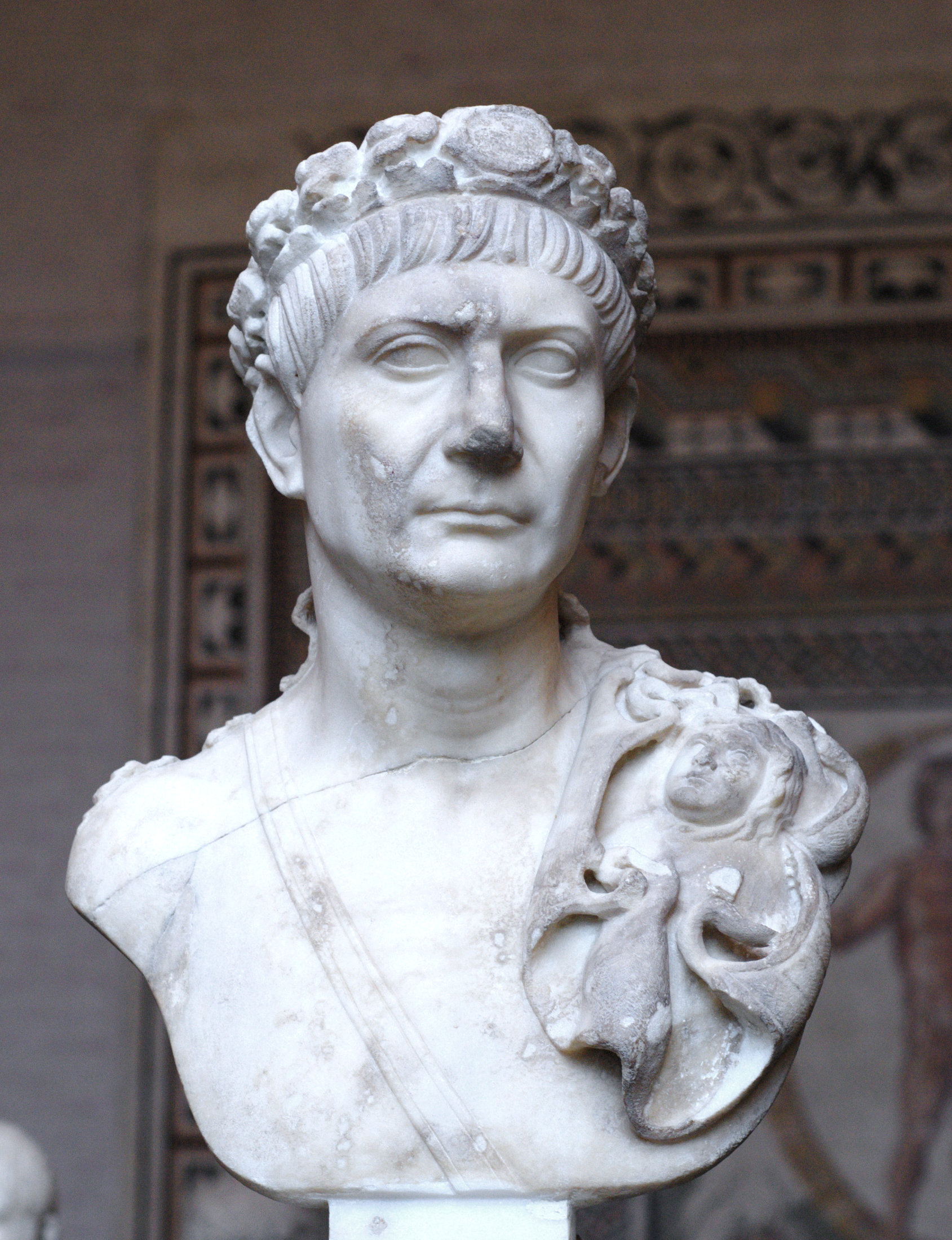
Busto de Trajano usando a Coroa cívica, Gliptoteca de Munique

Como imperador senatorial, Trajano estava inclinado a escolher sua base local de apoio político entre os membros das oligarquias urbanas governantes. No Ocidente, isso significava famílias senatoriais locais como a dele. No Oriente, isso significava as famílias dos notáveis gregos. Os gregos, entretanto, tinham suas próprias memórias de independência — e um senso comumente reconhecido de superioridade cultural — e, em vez de se verem como romanos, desdenhavam o domínio romano. O que as oligarquias gregas queriam de Roma era, acima de tudo, ser deixadas em paz, poder exercer seu direito de autogoverno (isto é, serem excluídas do governo provincial, como a Itália) e se concentrar em seus interesses locais. Isso era algo que os romanos não estavam dispostos a fazer, pois, de sua perspectiva, os notáveis gregos estavam se esquivando de suas responsabilidades em relação à administração dos assuntos imperiais — principalmente ao não manter as pessoas comuns sob controle, criando assim a necessidade de o governador romano intervir. Um excelente exemplo dessa alienação grega foi o papel pessoal desempenhado por Dião de Prusa em seu relacionamento com Trajano. Dião é descrito por Filóstrato como um amigo próximo de Trajano, e o imperador como supostamente envolvido publicamente em conversas com Dião.
No entanto, como um magnata local grego com gosto por projetos de construção caros e pretensões de ser um importante agente político para Roma, Dião de Prusa foi na verdade alvo de uma das inovações autoritárias de Trajano: a nomeação de corretores imperiais para auditar o finanças cívicas das cidades gregas tecnicamente livres. O objetivo principal era conter os gastos exagerados em obras públicas que serviam para canalizar antigas rivalidades entre cidades vizinhas. Como Plínio escreveu a Trajano, isso teve como consequência mais visível um rastro de serviços públicos inacabados ou malconservados. A competição entre as cidades gregas e suas oligarquias governantes era principalmente por marcas de preeminência, especialmente por títulos concedidos pelo imperador romano. Tais títulos foram ordenados em um sistema de classificação que determinava como as cidades deveriam ser tratadas externamente por Roma. A forma usual que tais rivalidades tomavam era a de grandiosos planos de construção, dando às cidades a oportunidade de competir entre si por "estruturas extravagantes, desnecessárias… que dariam um show". Um efeito colateral de tais gastos extravagantes foi que os membros mais jovens e, portanto, menos ricos das oligarquias locais não se sentiram inclinados a se apresentar para preencher cargos como magistrados locais, cargos que envolviam despesas pessoais cada vez maiores. As autoridades romanas gostavam de jogar as cidades gregas umas contra as outras — algo do qual Dião de Prusa estava plenamente ciente:
[Por] seus atos públicos [os governadores romanos] marcaram vocês como um bando de tolos, sim, eles os tratam como crianças, pois muitas vezes oferecemos às crianças as coisas mais triviais no lugar das coisas de maior valor […] No lugar da justiça, no lugar da liberdade das cidades da espoliação ou da apreensão das propriedades privadas de seus habitantes, no lugar de se absterem de insultá-lo […] seus governadores entregam-lhe títulos e chamam você 'primeiro' de boca em boca ou por escrito; feito isso, eles podem doravante impunemente tratá-lo como sendo o último!"
Essas mesmas autoridades romanas também tinham interesse em garantir a solvência das cidades e, portanto, a pronta cobrança de impostos imperiais. Por último, mas não menos importante, gastos excessivos em edifícios cívicos não eram apenas um meio de alcançar a superioridade local, mas também um meio para as elites gregas locais manterem uma identidade cultural separada — algo expresso na ascensão contemporânea da Segunda Sofística. Este "patriotismo cultural" atuou como uma espécie de substituto para a perda da independência política, e como tal foi evitado pelas autoridades romanas. Como o próprio Trajano escreveu a Plínio: "Estes pobres gregos adoram um ginásio… terão de se contentar com um que atenda às suas reais necessidades". O primeiro revisor conhecido foi incumbido de uma comissão "para tratar da situação das cidades livres", por se sentir que o antigo método de intervenção ad hoc do Imperador e/ou dos procônsules não tinha sido suficiente para refrear as pretensões dos notáveis gregos. É digno de nota que uma embaixada da cidade de Dião de Prusa não foi bem recebida por Trajano, e que isso tinha a ver com o objetivo principal de Dião, que era elevar Prusa ao status de cidade livre, uma cidade-estado "independente" isenta de pagar impostos a Roma. Eventualmente, Dião ganhou para Prusa o direito de se tornar o chefe do distrito de assize, conventus (o que significa que os prussianos não precisavam viajar para serem julgados pelo governador romano), mas eleutheria (liberdade, no sentido de plena autonomia política) foi negada.
Eventualmente, coube a Plínio, como governador imperial da Bitínia em 110 d.C., lidar com as consequências da confusão financeira causada por Dio e seus colegas funcionários cívicos. "Está bem estabelecido que [as finanças das cidades] estão em estado de desordem", Plínio escreveu certa vez a Trajano, planos para obras desnecessárias feitos em conluio com empreiteiros locais sendo identificados como um dos principais problemas. Uma das medidas compensatórias propostas por Plínio expressava uma posição totalmente conservadora romana: como a solvência financeira das cidades dependia das bolsas dos vereadores, era necessário ter mais vereadores nas câmaras locais. Segundo Plínio, a melhor forma de conseguir isso seria diminuir a idade mínima para ocupar um cargo no conselho, possibilitando que mais filhos das famílias oligárquicas constituídas ingressassem e assim contribuíssem para os gastos cívicos; isso foi visto como preferível a inscrever novos ricos não nobres. Tal aumento no número de membros do conselho foi concedido à cidade de Prusa, de Dião, para consternação dos vereadores existentes que sentiram seu status rebaixado. Uma situação semelhante existia em Claudiópolis, onde um banho público foi construído com o produto das taxas de entrada pagas pelos membros "supranumerários" do conselho, inscritos com a permissão de Trajano. De acordo com o Digesto, Trajano decretou que quando um magistrado da cidade prometia construir um determinado edifício público, seus herdeiros herdavam a responsabilidade por sua conclusão.

### Projetos de construção

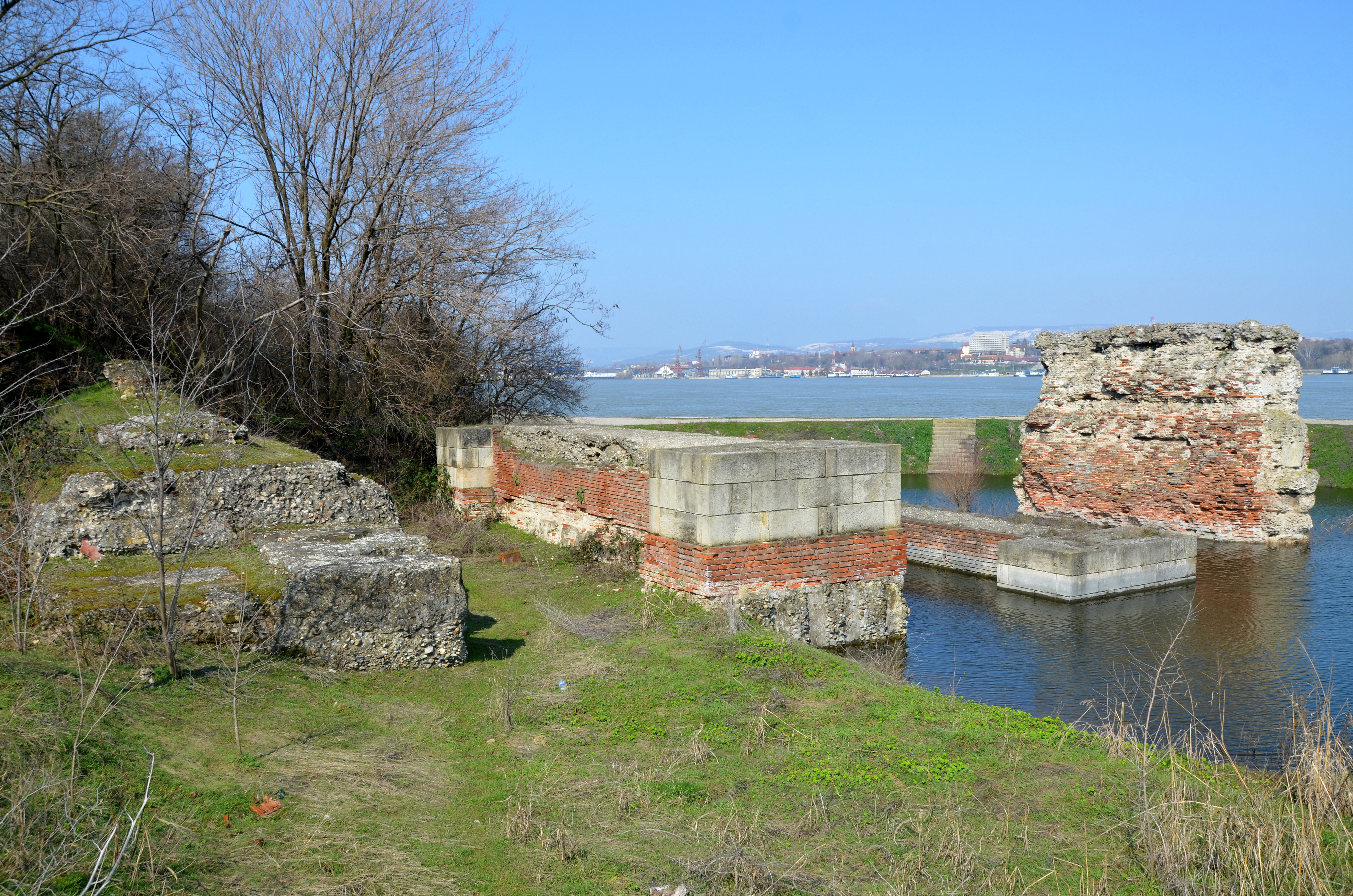
Pilares de apoio da ponte de Trajano na margem direita do Danúbio, na atual Sérvia. Sua superestrutura de madeira foi desmontada por Adriano, presumivelmente para reduzir a ameaça de invasão do norte

Trajano foi um construtor prolífico. Muitos de seus edifícios foram projetados e erguidos pelo talentoso arquiteto Apolodoro de Damasco, incluindo uma enorme ponte sobre o Danúbio, que o exército romano e seus reforços podiam usar independentemente do clima. O Danúbio às vezes congelava no inverno, mas raramente o suficiente para suportar a passagem de um grupo de soldados. As obras de Trajano na região dos Portões de Ferro do Danúbio criaram ou ampliaram a estrada do calçadão cortada na face do penhasco ao longo do desfiladeiro do Portão de Ferro. Um canal foi construído entre o afluente Kasajna do Danúbio e Ducis Pratum, contornando corredeiras e cataratas.
O Fórum de Trajano foi o maior fórum de Roma. Foi construído para comemorar suas vitórias na Dácia e foi amplamente financiado com o saque dessa campanha. Para acomodá-lo, partes do Monte Capitolino e do Monte Quirinal tiveram que ser removidas, o último ampliando uma área limpa estabelecida pela primeira vez por Domiciano. O projeto "magnífico" de Apolodoro de Damasco incorporou uma entrada do arco triunfal, um espaço de fórum de aproximadamente 120 m de comprimento e 90 m de largura, cercado por peristilos, uma basílica de tamanho monumental e, mais tarde, a Coluna de Trajano e bibliotecas. Foi iniciado em 107 d.C., dedicado em 1.º de janeiro de 112 e permaneceu em uso por pelo menos 500 anos. Ainda atraía admiração quando o imperador Constâncio II visitou Roma no século IV. Ele acomodava o Mercado de Trajano e um mercado de tijolos adjacente.
Trajano também foi um prolífico construtor de arcos triunfais, muitos dos quais sobrevivem. Ele construiu estradas, como a Via Trajana, uma extensão da Via Ápia de Benevento a Brindisi e a Via Trajana Nova, uma estrada principalmente militar entre Damasco e Aila, que Roma empregou em sua anexação de Nabateia e fundação da Província Arábia.

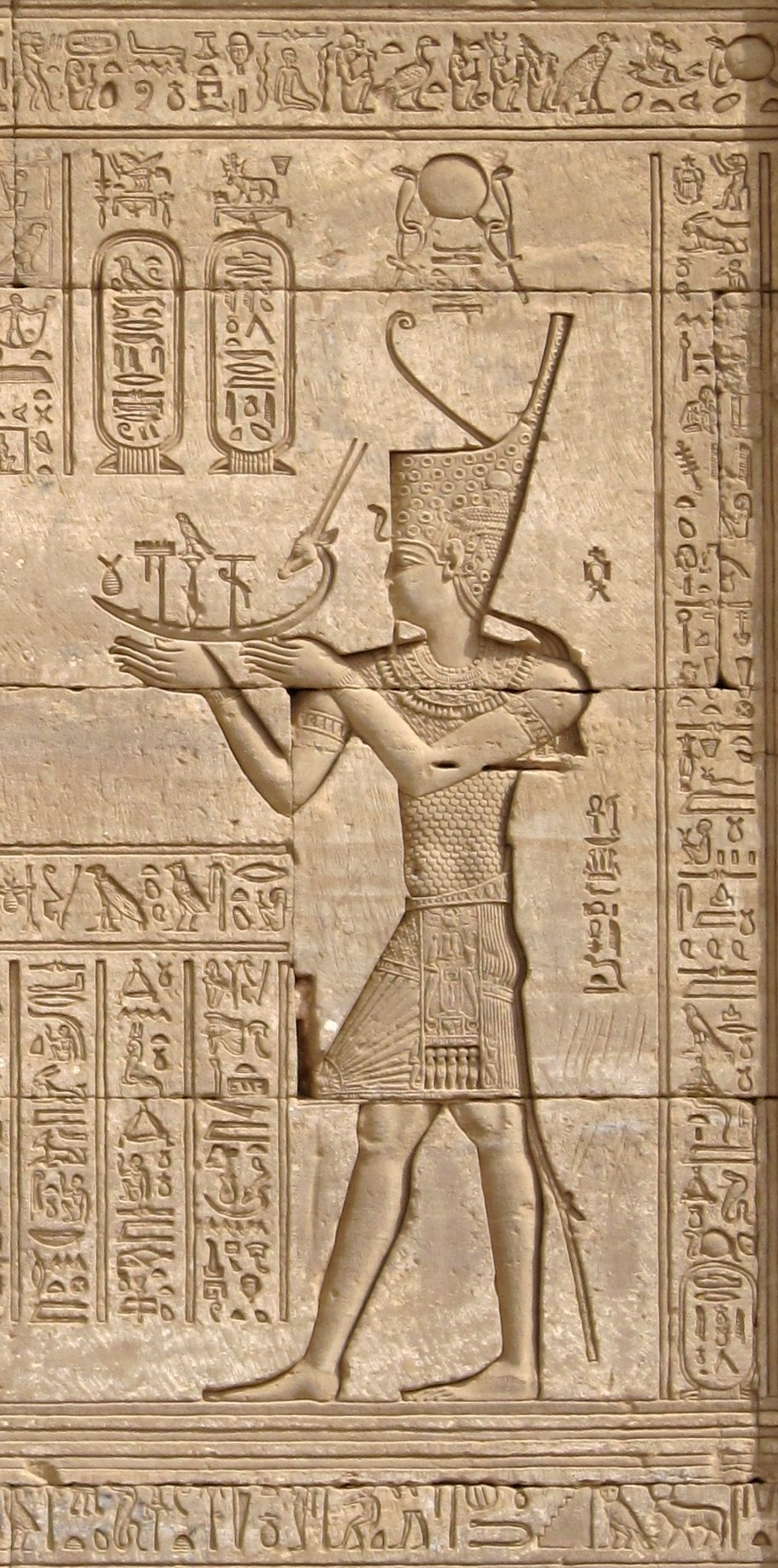
Imperador Trajano em aspecto faraônico, fazendo oferendas aos deuses egípcios, no romano Mammisi no complexo do Templo de Dendera, Egito

Alguns historiadores atribuem a Trajano a construção ou reconstrução da fortaleza romana do Velho Cairo (também conhecida como "Forte da Babilônia") e a construção de um canal entre o rio Nilo e o Mar Vermelho. No Egito, Trajano era "bastante ativo" na construção e embelezamento de edifícios. Ele é retratado, juntamente com Domiciano, no propileu do Templo de Hator em Dendera. Sua cartela também aparece nos eixos das colunas do Templo de Quenúbis em Esna.

### Jogos
Trajano investiu pesadamente na provisão de diversões populares. Ele realizou uma "reconstrução maciça" do Circo Máximo, que já era o maior e mais bem equipado circuito do Império para o esporte imensamente popular das corridas de bigas. O Circo também sediou espetáculos e jogos teatrais religiosos e procissões públicas na maior escala possível. A reconstrução de Trajano, concluída em 103, foi modestamente descrita pelo próprio Trajano como "adequada" para o povo romano. Substituiu os assentos de madeira inflamável por pedra e aumentou a já vasta capacidade do Circo em cerca de 5 mil assentos. Sua alta e elevada caixa de observação Imperial foi reconstruída entre as fileiras de assentos, para que os espectadores pudessem ver seu imperador compartilhando seu prazer nas corridas, ao lado de sua família e imagens dos deuses.
Em algum momento durante 108 ou 109, Trajano realizou 123 dias de jogos para comemorar sua vitória dácia. Eles envolveram "totalmente 10 mil" gladiadores e a matança de milhares, "possivelmente dezenas de milhares" de animais, tanto selvagens quanto domésticos. A cuidadosa gestão dos espetáculos públicos por Trajano levou o orador Frontão a felicitá-lo por dar igual atenção aos divertimentos públicos e aos assuntos mais sérios, reconhecendo que "a negligência dos assuntos sérios pode causar maiores danos, mas a negligência dos divertimentos maior descontentamento". Os entretenimentos públicos financiados pelo Estado ajudaram a manter o contentamento entre a população; o "assunto mais sério" do subsídio de milho visava satisfazer os indivíduos.

### Cristãos
Durante o período de paz que se seguiu à guerra daciana, Trajano trocou cartas com Plínio, o Jovem, sobre a melhor forma de lidar com os cristãos do Ponto. Trajano disse a Plínio para continuar processando os cristãos se eles merecessem isso, mas não aceitar denúncias anônimas ou maliciosas. Ele considerou isso no interesse da justiça e para refletir "o espírito da época". Os não cidadãos que admitissem ser cristãos e se recusassem a se retratar deveriam ser executados "por obstinação". Cidadãos foram enviados a Roma para julgamento.

### Moeda e bem-estar
Em 107, Trajano desvalorizou a moeda romana, diminuindo o teor de prata do denário de 93,5% para 89,0% — o peso real da prata caiu de 3,04 gramas para 2,88 gramas. Essa desvalorização, junto com as enormes quantidades de ouro e prata adquiridas por meio de suas guerras dácias, permitiu que Trajano cunhasse muito mais denários do que seus predecessores. Ele também retirou de circulação denários de prata cunhados antes da desvalorização de Nero. A desvalorização de Trajano pode ter tido uma intenção política, permitindo aumentos planejados nos gastos civis e militares. Trajano formalizou o alimenta, um programa de bem-estar que ajudava órfãos e crianças pobres em toda a Itália, fornecendo dinheiro, comida e educação subsidiada. O programa foi financiado com saques da Guerra Dácia, impostos imobiliários e filantropia. A alimenta também dependia indiretamente de hipotecas garantidas por fazendas italianas (fundi). Os proprietários de terras registrados recebiam uma quantia fixa do tesouro imperial e, em troca, esperavam pagar uma quantia anual para apoiar o fundo alimentar.

## Campanhas militares

### As guerras contra os dácios

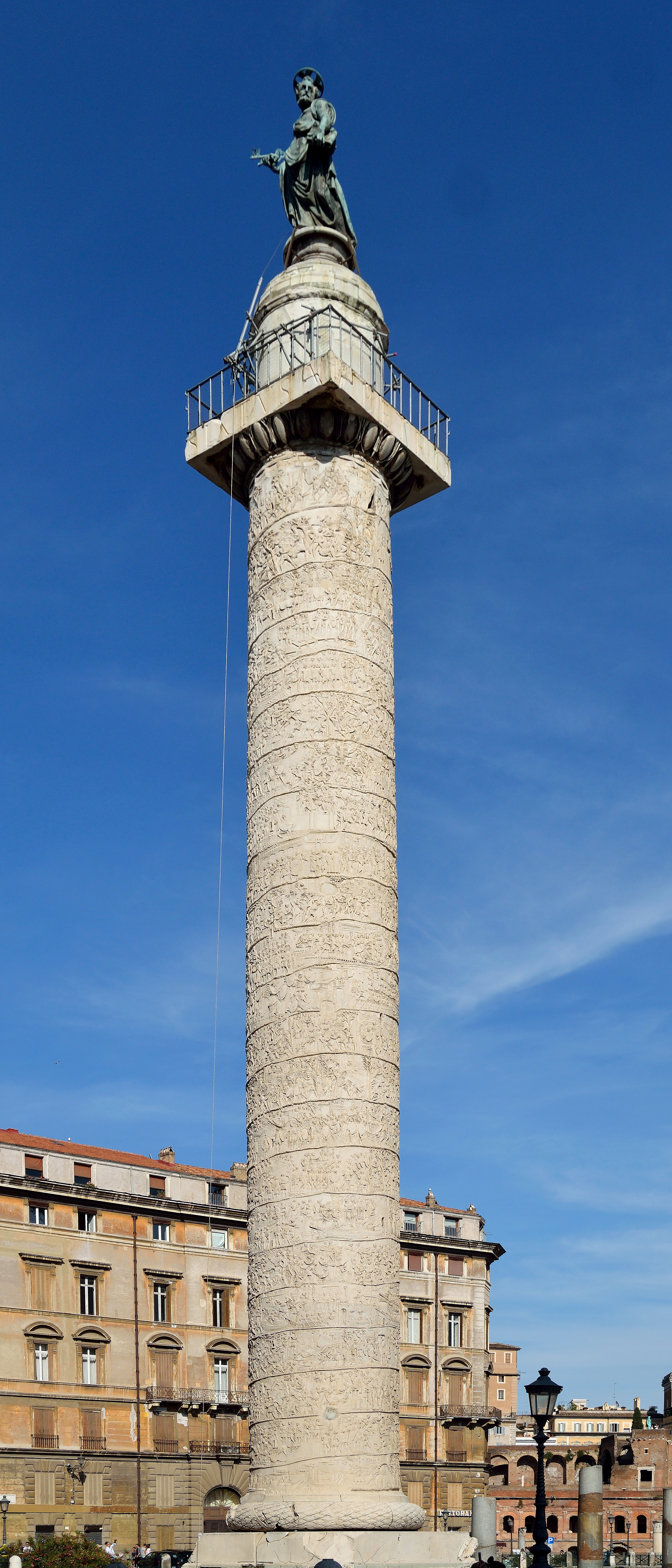
Coluna de Trajano

Trajano levou o império romano à sua maior extensão. As primeiras conquistas foram as duas guerras de Roma contra a Dácia, uma área que preocupou a política romana por mais de uma década em relação à paz instável negociada pelos ministros de Domiciano com o poderoso rei dácio Decébalo. A Dácia seria reduzida pela Roma de Trajano a um reino cliente na primeira guerra (101–102), seguida por uma segunda guerra que terminou na incorporação real ao Império do grupo de fronteira transdanúbia da Dácia. De acordo com as disposições do tratado anterior de Decébalo com Roma, feito na época de Domiciano, Decébalo foi reconhecido como rex amicus, isto é, rei cliente; em troca de aceitar o status de cliente, ele recebeu de Roma um estipêndio generoso e um suprimento constante de especialistas técnicos. O tratado parece ter permitido às tropas romanas o direito de passagem pelo reino dácio para atacar os marcomanos, os quados e os sármatas. No entanto, a opinião senatorial nunca perdoou Domiciano por pagar o que foi visto como tributo a um rei bárbaro. Ao contrário das tribos germânicas, o reino dácio era um estado organizado capaz de desenvolver alianças próprias, tornando-se assim uma ameaça estratégica e dando a Trajano um forte motivo para atacá-lo.
Em maio de 101, Trajano lançou sua primeira campanha no reino Dácio, cruzando a margem norte do Danúbio e derrotando o exército Dacian em Tapae (ver Segunda Batalha de Tapae), perto dos Portões de Ferro da Transilvânia. Não foi uma vitória decisiva, no entanto. As tropas de Trajano sofreram pesadas perdas no confronto, e ele adiou mais campanhas durante o ano para reagrupar e reforçar seu exército. No entanto, a batalha foi considerada uma vitória romana e Trajano se esforçou para consolidar sua posição, incluindo outros confrontos importantes, bem como a captura da irmã de Decébalo, conforme retratado na Coluna de Trajano.
No inverno seguinte, Decébalo tomou a iniciativa de lançar um contra-ataque através do Danúbio rio abaixo, apoiado pela cavalaria sármata, forçando Trajano a socorrer as tropas em sua retaguarda. Os dácios e seus aliados foram repelidos após duas batalhas na Mésia, em Nicópolis e Adamclisi. O exército de Trajano então avançou ainda mais no território dácio e, um ano depois, forçou Decébalo a se submeter. Ele teve que renunciar a reivindicar algumas regiões de seu reino, devolver os fugitivos de Roma então sob sua proteção (a maioria deles especialistas técnicos) e entregar todas as suas máquinas de guerra. Trajano retornou a Roma em triunfo e recebeu o título de Dácico. A paz de 102 havia devolvido Decébalo à condição de rei cliente mais ou menos inofensivo; no entanto, ele logo começou a se rearmar, a abrigar novamente os fugitivos romanos e a pressionar seus vizinhos ocidentais, os sármatas jáziges, a se aliarem a ele. Por meio de seus esforços para desenvolver um bloco antirromano, Decébalo impediu Trajano de tratar a Dácia como um protetorado em vez de uma conquista definitiva. Em 104, Decébalo planejou um atentado contra a vida de Trajano por meio de alguns desertores romanos, um plano que falhou. Decébalo também fez prisioneiro o legado de Trajano, Longino, que eventualmente se envenenou enquanto estava sob custódia. Finalmente, em 105, Decébalo empreendeu uma invasão do território ocupado pelos romanos ao norte do Danúbio.

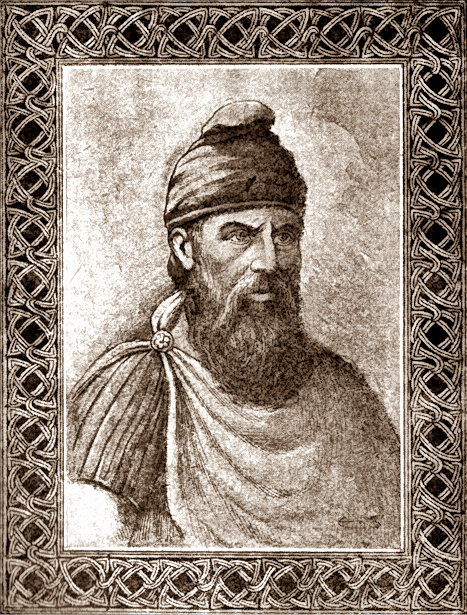
Retrato do Rei Decébalo no Livro do Homem Maduro (1919)

Antes da campanha, Trajano havia levantado duas legiões inteiramente novas: II Traiana — que, no entanto, pode ter sido postada no Oriente, no porto sírio de Laodiceia — e XXX Ulpia Victrix, que foi postada em Brigécio, na Panônia. Em 105, a concentração de tropas romanas reunidas no médio e baixo Danúbio chegava a quatorze legiões (acima de nove em 101) — cerca de metade de todo o exército romano. Mesmo depois das guerras dácicas, a fronteira do Danúbio substituiria permanentemente o Reno como o principal eixo militar do Império Romano. Incluindo auxiliares, o número de tropas romanas engajadas em ambas as campanhas estava entre 150 mil e 175 mil, enquanto Decébalo podia dispor de até 200 mil. Outras estimativas para as forças romanas envolvidas na segunda Guerra Dácia de Trajano citam cerca de 86 mil para campanha ativa com grandes reservas retidas nas províncias próximas, e números potencialmente muito menores em torno de 50 mil para as forças esgotadas de Decébalo e aliados ausentes.
Em uma campanha feroz que parece ter consistido principalmente em guerra estática, os dácios, desprovidos de espaço de manobra, mantiveram sua rede de fortalezas, que os romanos buscaram sistematicamente invadir (ver também Segunda Guerra Dácida). Os romanos gradualmente apertaram seu domínio em torno da fortaleza de Decébalo em Sarmizegetusa Regia, que eles finalmente tomaram e destruíram. Uma cena controversa na coluna de Trajano pouco antes da queda de Sarmizegetusa Régia sugere que Decébalo pode ter oferecido veneno aos seus homens restantes como uma opção alternativa para captura ou morte enquanto tentava fugir da capital sitiada com ele. Decébalo fugiu, mas, quando mais tarde encurralado pela cavalaria romana, cometeu suicídio. Sua cabeça decepada, trazida a Trajano pelo cavaleiro Tibério Cláudio Máximo, foi posteriormente exibida em Roma nos degraus que levam ao Capitólio e jogada nas escadas gemonianas. Os famosos tesouros dácios não foram encontrados na capital capturada e seu paradeiro só foi revelado quando um nobre dácio chamado Biquilis foi capturado. Os tesouros de Decébalo foram enterrados sob um rio temporariamente desviado e os trabalhadores cativos executados para manter o segredo. Quantidades impressionantes de ouro e prata foram encontradas e enviadas para encher os cofres de Roma.

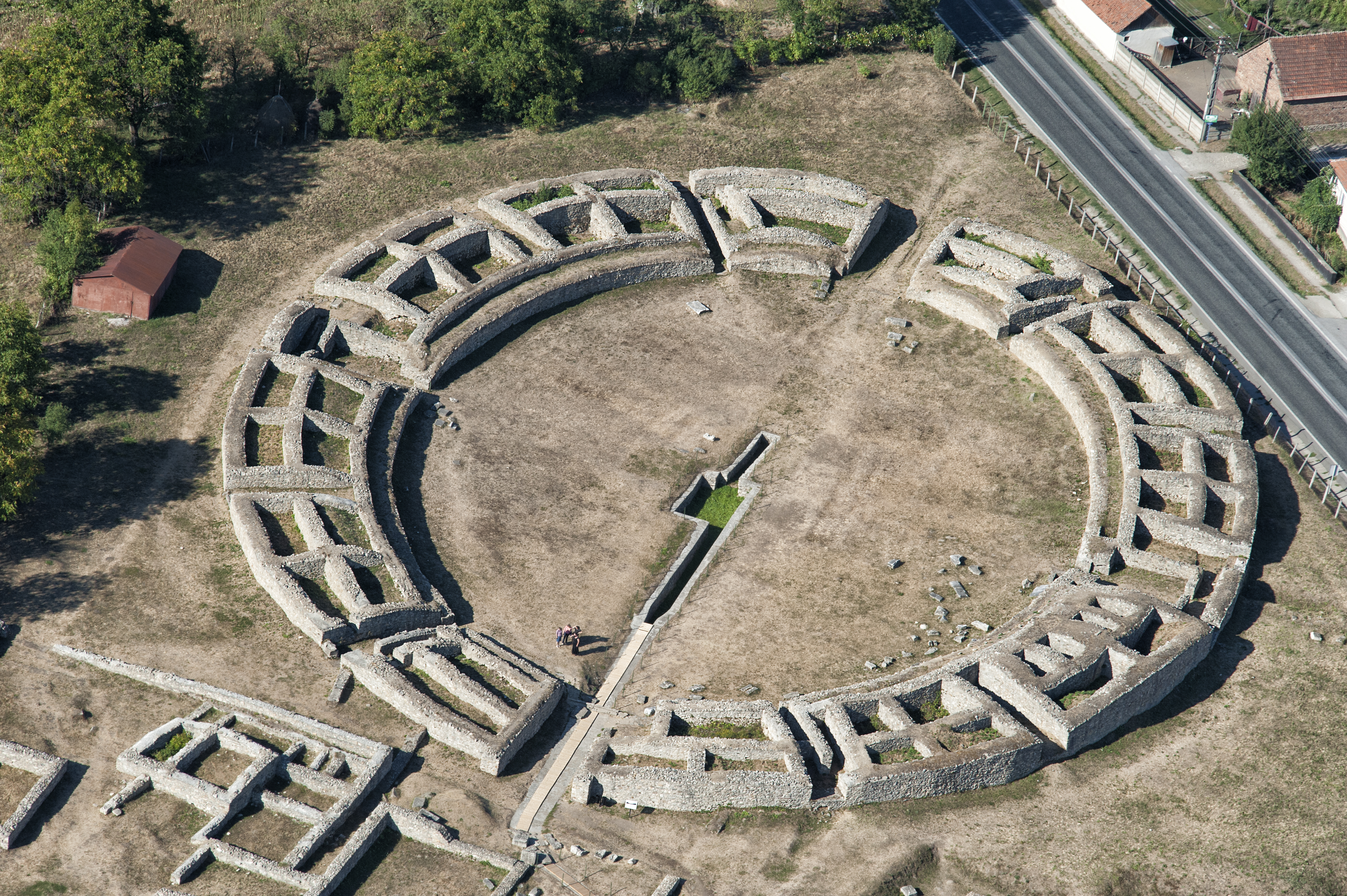
O anfiteatro em Úlpia Trajana Sarmizegetusa

Trajano construiu uma nova cidade, Colônia Úlpia Trajana Augusta Dácica Sarmizegetusa, em outro local (ao norte da cidadela montanhosa que abrigava a capital dácica anterior), embora com o mesmo nome completo, Sarmizegetusa. Esta capital foi concebida como um centro administrativo puramente civil e foi dotada do habitual aparato administrativo romanizado (decuriões, edis, etc.). A vida urbana na Dácia romana parece ter sido restrita aos colonos romanos, principalmente veteranos militares; não há evidências existentes da existência na província de cidades peregrinas. Os dácios nativos continuaram a viver em assentamentos rurais dispersos, de acordo com seus próprios costumes. Em outro arranjo sem paralelo em qualquer outra província romana, os assentamentos dácios quase urbanos existentes desapareceram após a conquista romana.
Vários assentamentos urbanos desorganizados (vici) desenvolveram-se em torno de acampamentos militares na Dácia propriamente dita — o mais importante sendo Apulo — mas só foram reconhecidos como cidades propriamente bem depois do reinado de Trajano. O principal esforço regional de urbanização foi concentrado por Trajano na retaguarda, na Mésia, onde criou as novas cidades de Nicópolis e Marcianópolis. Um vicus também foi criado em torno do Troféu Trajano. A guarnição da cidade de Esco recebeu o status de colônia romana depois que sua guarnição legionária foi redistribuída. O fato de esses antigos postos avançados do Danúbio terem deixado de ser bases de fronteira e estarem agora na retaguarda atuava como um incentivo à sua urbanização e desenvolvimento. Nem toda a Dácia foi permanentemente ocupada. Após a evacuação pós-trajana das terras ao longo do baixo Danúbio, as terras que se estendiam do Danúbio até o arco interno das montanhas dos Cárpatos, incluindo a Transilvânia, as montanhas Metaliferi e a Oltênia foram absorvidas pela província romana, que eventualmente assumiu a forma de uma "excrescência" com limites mal definidos, estendendo-se desde o Danúbio ao norte até os Cárpatos. Isso pode ter sido planejado como base para uma maior expansão na Europa Oriental, já que os romanos acreditavam que a região era muito mais "achatada" geograficamente e, portanto, mais fácil de atravessar do que realmente era; eles também subestimaram a distância dessas fronteiras vagamente definidas até o oceano.

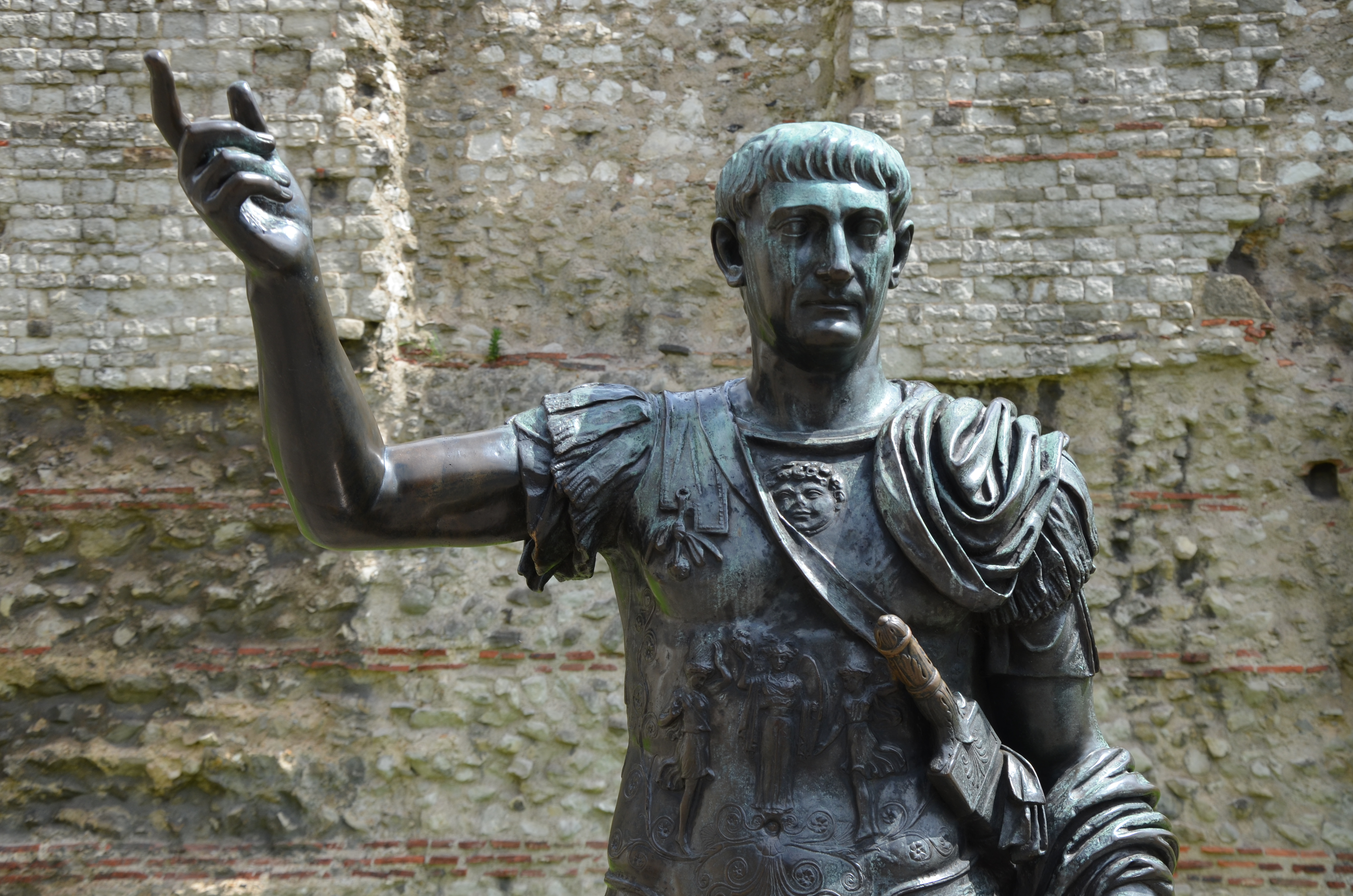
Moderna estátua de Trajano em Tower Hill, Londres

A defesa da província foi confiada a uma única legião, a XIII Gemina, estacionada em Apulo, que funcionava como uma guarda avançada que podia, em caso de necessidade, atacar a oeste ou a leste os sármatas que viviam nas fronteiras. Portanto, o caráter indefensável da província não parecia ser um problema para Trajano, já que a província foi concebida mais como uma base de ataque para novos ataques. Mesmo na ausência de mais expansão romana, o valor da província dependia da força total romana: enquanto Roma era forte, o saliente Dácio era um instrumento de controle militar e diplomático sobre as terras do Danúbio; quando Roma estava fraca, como durante a Crise do Terceiro Século, a província tornou-se um risco e acabou sendo abandonada. Trajano restabeleceu a Dácia com os romanos e a anexou como uma província do Império Romano. Além de seu enorme butim (mais de meio milhão de escravos, de acordo com John Lydus), as campanhas dácicas de Trajano beneficiaram as finanças do Império através da aquisição das minas de ouro da Dácia, administradas por um procurador imperial de nível equestre (procurator aurariarum)). Por outro lado, a exploração agrícola comercial no modelo de villa, baseada na gestão centralizada de uma enorme propriedade fundiária por um único proprietário (fundus) foi pouco desenvolvida. Portanto, o uso de mão de obra escrava na própria província parece ter sido relativamente pouco desenvolvido, e evidências epigráficas apontam para o trabalho nas minas de ouro sendo realizado por meio de contratos de trabalho (locatio condutio rei) e salário sazonal. A vitória foi comemorada pela construção do 102 cenotáfio geralmente conhecido como Tropaeum Traiani na Moesia, bem como da muito posterior (113) Coluna de Trajano em Roma, a última retratando em baixo-relevos esculpidos em pedra os mais importantes momentos.

### Anexação nabateia
Em 106, Rabel II Sóter, um dos reis clientes de Roma, morreu. Este evento pode ter levado à anexação do Reino Nabateu, mas a forma e as razões formais para a anexação não são claras. Algumas evidências epigráficas sugerem uma operação militar, com forças da Síria e do Egito. O que se sabe é que por volta de 107, as legiões romanas estavam estacionadas na área ao redor de Petra e Bostra, como mostra um papiro encontrado no Egito. O ponto mais ao sul ocupado pelos romanos (ou, melhor, guarnecidos, adotando uma política de guarnições em pontos-chave do deserto) foi Hegra, mais de 300 quilômetros a sudoeste de Petra. O império ganhou o que se tornou a província da Arábia Petreia (atual sul da Jordânia e noroeste da Arábia Saudita). Nessa época, uma estrada romana (Via Trajana Nova) foi construída de Aila (agora Ácaba) na Fronteira da Arábia até Bostra.

### As guerras contra os partas

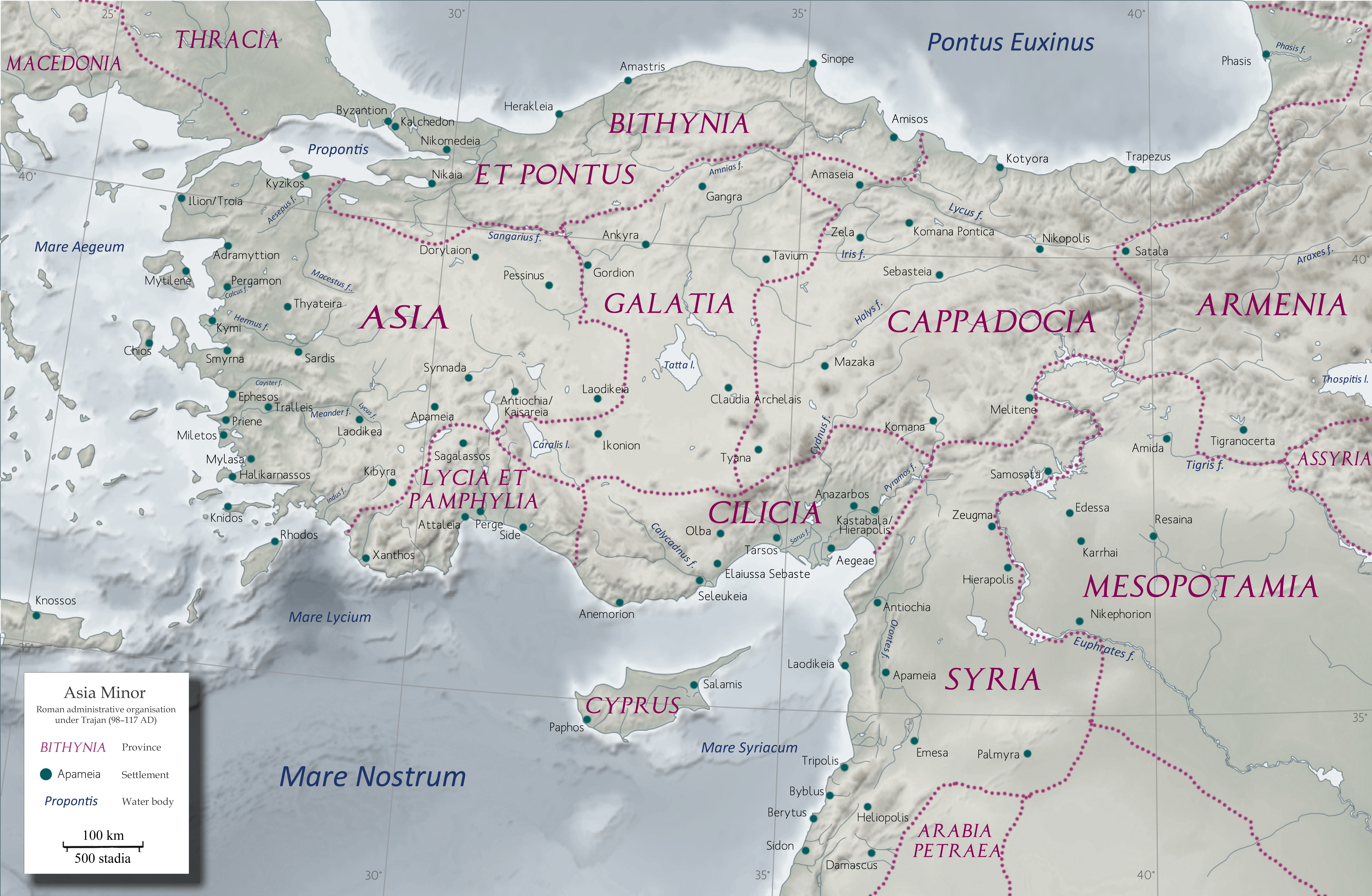
Anatólia, oeste do Cáucaso e norte do Levante sob Trajano

Em 113, Trajano embarcou em sua última campanha, provocado pela decisão da Pártia de colocar um rei inaceitável no trono da Armênia, reino sobre o qual os dois grandes impérios compartilhavam a hegemonia desde a época de Nero, cerca de cinquenta anos antes. Trajano, já na Síria no início de 113, recusou-se consistentemente a aceitar abordagens diplomáticas dos partos com o objetivo de resolver o imbróglio armênio pacificamente. Como os relatos literários sobreviventes da Guerra Parta de Trajano são fragmentários e dispersos, é difícil atribuir-lhes um contexto adequado, algo que levou a uma longa controvérsia sobre seus acontecimentos precisos e objetivos finais.

#### Causas da guerra
Os historiadores modernos avançam a possibilidade de que a decisão de Trajano de guerrear contra a Pártia tenha motivos econômicos: após a anexação da Arábia por Trajano, ele construiu uma nova estrada, Via Trajana Nova, que ia de Bostra a Aila no Mar Vermelho. Isso significava que Cárax no Golfo Pérsico era o único terminal ocidental remanescente da rota comercial indiana fora controle romano direto, e tal controle era importante para baixar os preços de importação e limitar o suposto escoamento de metais preciosos criados pelo déficit no comércio romano com o Extremo Oriente. Que Cárax negociava com o Império Romano, não pode haver dúvida, como suas conexões reais com mercadores de Palmira durante o período estão bem documentados em uma epígrafe palmirena contemporânea, que fala de vários cidadãos palmirenos homenageados por ocupar cargos em Cárax. Além disso, os domínios dos governantes de Cárax na época possivelmente incluíam as ilhas Bahrein, que ofereciam a possibilidade de estender a hegemonia romana ao próprio Golfo Pérsico. (Um cidadão palmireno ocupou o cargo de sátrapa nas ilhas logo após a morte de Trajano, embora a nomeação tenha sido feita por um Rei parta de Cárax.) A lógica por trás da campanha de Trajano, neste caso, era quebrar um sistema de comércio do Extremo Oriente através de pequenas cidades semíticas ("árabes") sob o controle da Pártia e colocá-lo sob o controle romano.

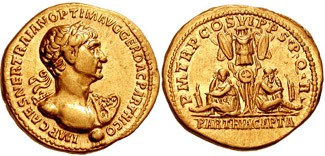
Aureus emitido por Trajano para celebrar a conquista da Pártia

Em suas conquistas dácias, Trajano já havia recorrido a unidades auxiliares sírias, cujos veteranos, juntamente com comerciantes sírios, tiveram um papel importante na colonização subsequente da Dácia. Ele havia recrutado palmirenos unidades em seu exército, incluindo uma unidade de camelos, portanto, aparentemente obtendo apoio palmireno para seu objetivo final de anexar Cárax. Foi até arriscado que, quando no início de sua campanha Trajano anexou a Armênia, ele foi obrigado a anexar toda a Mesopotâmia para que os partos não interrompessem o fluxo de comércio do Golfo Pérsico e/ou fomentassem problemas na fronteira romana no Danúbio. Outros historiadores rejeitam esses motivos, já que o suposto "controle" parta sobre a rota comercial marítima do Extremo Oriente era, na melhor das hipóteses, conjectural e baseado em uma leitura seletiva de fontes chinesas o comércio por terra através da Pártia parece ter sido desimpedido pelas autoridades partas e deixadas exclusivamente para os dispositivos da iniciativa privada. A atividade comercial na Mesopotâmia do século II parece ter sido um fenômeno geral, compartilhado por muitos povos dentro e fora da Roma Império, sem nenhum sinal de uma política Imperial com concerto em relação a ele. Como no caso da alimenta, estudiosos como Moses Finley e Paul Veyne consideraram anacrônica toda a ideia de uma "política" de comércio exterior por trás da guerra de Trajano: segundo eles, a única preocupação romana com o Comércio de artigos de luxo do Extremo Oriente além de arrecadar impostos de pedágio e alfândegas era moral e envolvia desaprovar a "suavidade" dos luxos, mas nenhuma política econômica.
Na ausência de evidências conclusivas, o comércio entre Roma e a Índia poderia ter sido muito mais equilibrado, em termos de quantidades de metais preciosos trocados: uma de nossas fontes para a noção do dreno de ouro romano o tio de Plínio, o Jovem (Plínio, o Velho), havia descrito anteriormente as Planícies do Ganges como uma das fontes de ouro para o Império Romano. Consequentemente, em seu controverso livro sobre a economia antiga, Finley considera a viagem de Trajano "muito mal calculada e cara assalto à Pártia" para ser um exemplo das muitas "guerras comerciais" romanas que tinham em comum o fato de existirem apenas nos livros dos historiadores modernos.

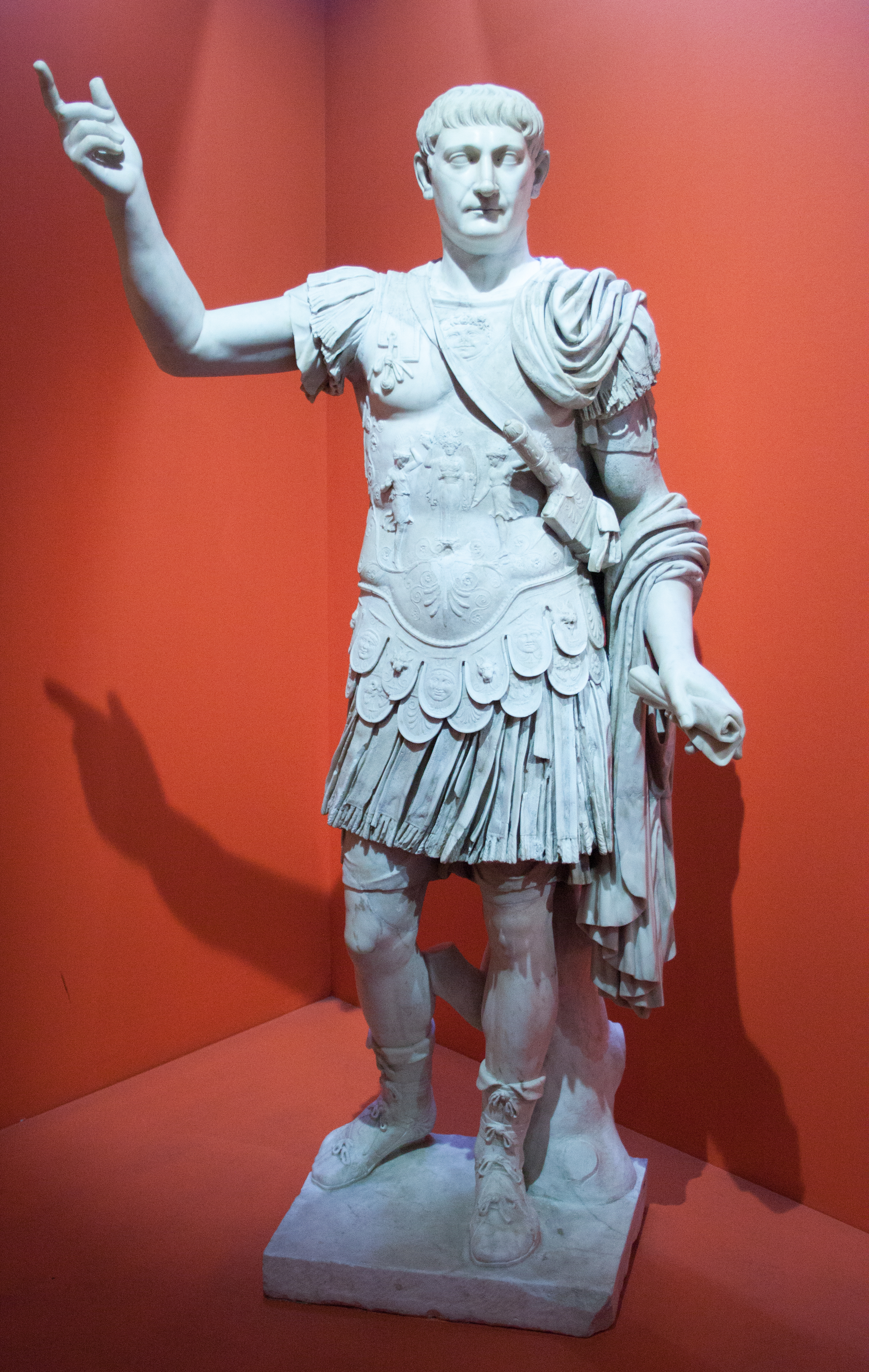
Trajano, "o Palladium", estátua de mármore branco no Museu Arqueológico de Nápoles, final do século I

A visão alternativa é ver a campanha como desencadeada pela atração de anexação territorial e prestígio, o único motivo atribuído por Dião Cássio. No que diz respeito à conquista territorial envolvendo a coleta de impostos, especialmente do imposto de 25% cobrado sobre todas as mercadorias que entram no Império Romano, o tetarte, pode-se dizer que A Guerra Parta de Trajano tinha um motivo "econômico". Além disso, havia o valor de propaganda de uma conquista oriental que emularia, à moda romana, as de Alexandre, o Grande. O fato de emissários do Império Cuchana poderem ter comparecido às cerimônias comemorativas da Guerra Dácia pode ter despertado em alguns intelectuais greco-romanos como Plutarco que escreveu sobre apenas 70 000 soldados romanos sendo necessário para a conquista da Índia bem como para os associados mais próximos de Trajano, sonhos especulativos sobre o butim a ser obtido reproduzindo as conquistas orientais da Macedônia. Também pode ser a ideia de Trajano de usar um plano ambicioso de conquistas como forma de enfatizar o status quase divino, como com sua associação cultivada, em moedas e monumentos, a Hércules. Além disso, é possível que o apego de Trajano a uma política expansionista fosse apoiado por um poderoso círculo de senadores conservadores da Hispânia comprometidos com uma política de expansão imperial, sendo o primeiro deles o todo-poderoso Licínio Sura. Alternativamente, pode-se explicar a campanha pelo fato de que, para os romanos, seu império era em princípio ilimitado, e que Trajano apenas aproveitou uma oportunidade para fazer coincidir ideia e realidade. Finalmente, há outros historiadores modernos que pensam que os objetivos originais de Trajano eram puramente militares e estratégicos: assegurar uma fronteira oriental mais defensável para o Império Romano, cruzando o norte da Mesopotâmia ao longo do curso do Rio Cabur a fim de oferecer cobertura a uma Armênia romana. Esta interpretação é apoiada pelo fato de que todas as guerras romanas subsequentes contra Parthia visariam estabelecendo uma presença romana nas profundezas da própria Pártia. É possível que durante o início da experiência militar de Trajano, como um jovem tribuno, ele tenha testemunhado um confronto com os partos; portanto, qualquer visão estratégica era fundamentada em uma consciência tática do que era necessário para enfrentar a Pártia.

#### Curso da guerra
A campanha foi cuidadosamente planejada com antecedência: dez legiões foram concentradas no teatro oriental; desde 111, a correspondência de Plínio, o Jovem testemunha o fato de que as autoridades provinciais na Bitínia tiveram que organizar suprimentos para as tropas que passavam, e os conselhos municipais locais e seus membros individuais tiveram que arcar com parte das despesas aumentadas, fornecendo as próprias tropas. A campanha pretendida, portanto, foi imensamente cara desde o início. Trajano marchou primeiro sobre a Armênia, depôs o rei nomeado pelos partas, Partamásiris (que foi posteriormente assassinado enquanto estava sob custódia das tropas romanas em um incidente pouco claro, mais tarde descrito por Frontão como uma violação da boa-fé romana)) e anexou ao Império Romano como uma província, recebendo de passagem o reconhecimento da hegemonia romana por várias tribos no Cáucaso e na costa oriental do Mar Negro — processo que o manteve ocupado até o final de 114. Ao mesmo tempo, uma coluna romana sob o comando do legado Lúsio Quieto — um excelente general de cavalaria que se destacou durante as Guerras Dácias comandando uma unidade de sua Mauritânia natal — cruzou o rio Araxes da Armênia à Média Atropatene e a terra dos amardos (atual Guilão). É possível que a campanha de Quieto tivesse como objetivo estender a fronteira romana mais recente e mais defensável para o leste em direção ao Mar Cáspio e para o norte até o sopé do Cáucaso. Essa fronteira mais nova e mais "racional" dependia, no entanto, de uma presença romana crescente e permanente a leste do Eufrates.

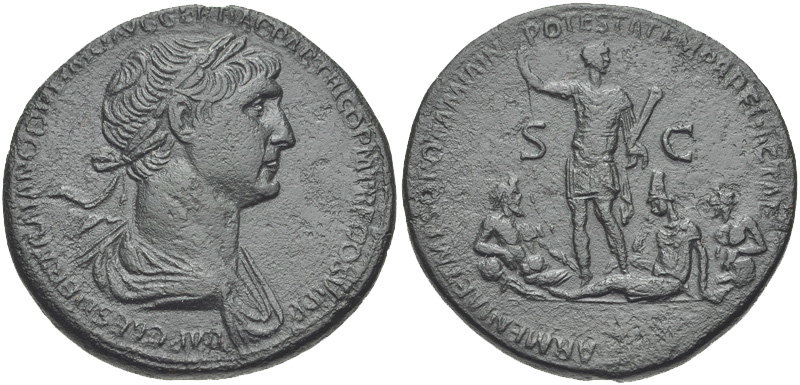
Sestércio durante 116 para comemorar Vitórias da Parta de Trajano.

A cronologia dos eventos subsequentes é incerta, mas geralmente acredita-se que no início de 115 Trajano lançou uma campanha na Mesopotâmia, marchando em direção às montanhas Taurus para consolidar o território entre os rios Tigre e Eufrates. Ele colocou guarnições permanentes ao longo do caminho para proteger o território. Enquanto Trajano se movia do oeste para o leste, Lúsio Quieto moveu-se com seu exército do Mar Cáspio para o oeste, ambos os exércitos realizando um movimento de pinça bem-sucedido, cujo resultado aparente foi estabelecer uma presença romana no Império Parta propriamente dito, com Trajano tomando as cidades do norte da Mesopotâmia de Nísibis e Batnas e organizando uma província da Mesopotâmia, incluindo o Reino de Osroena — onde o rei Abgar VII se submeteu a Trajano publicamente — como um protetorado romano. Este processo parece ter sido concluído no início de 116, quando foram emitidas moedas anunciando que a Armênia e a Mesopotâmia haviam sido colocadas sob a autoridade do povo romano. A área entre o rio Cabur e as montanhas ao redor de Singara parece ter sido considerada a nova fronteira e, como tal, recebeu uma estrada cercada por fortalezas.
Depois de passar o inverno em Antioquia durante 115/116 — e, segundo fontes literárias, escapando por pouco de um violento terremoto que ceifou a vida de um dos cônsules, Marcus Pedão Virgiliano — Trajano novamente entrou em campo em 116, com vista à conquista de toda a Mesopotâmia, um objetivo excessivamente ambicioso que acabou por sair pela culatra nos resultados de toda a sua campanha. De acordo com alguns historiadores modernos, o objetivo da campanha de 116 era conseguir uma "demonstração preventiva" visando não a conquista da Pártia, mas um controle romano mais rígido sobre a rota comercial oriental. No entanto, a escassez geral de mão de obra para o estabelecimento militar romano significava que a campanha estava condenada desde o início. É digno de nota que nenhuma nova legião foi criada por Trajano antes da campanha parta, talvez porque as fontes de recrutamento de novos cidadãos já estivessem superexploradas.
Tanto quanto as fontes permitem uma descrição desta campanha, parece que uma divisão romana cruzou o Tigre em Adiabene, varrendo o sul e capturando Adenistras; um segundo seguiu o rio para o sul, capturando a Babilônia; O próprio Trajano navegou pelo Eufrates de Dura-Europos — onde um arco triunfal foi erguido em sua homenagem — através de Ozogardana, onde ergueu um "tribunal" que ainda pode ser visto na época das campanhas de Juliano, o Apóstata, na mesma área. Tendo chegado à estreita faixa de terra entre o Eufrates e o Tigre, ele arrastou sua frota por terra até o Tigre, capturando [Selêucia]] e finalmente a capital parta de Ctesifonte. Ele continuou para o sul até o Golfo Pérsico, quando, depois de escapar com sua frota de um maremoto no Tigre, recebeu a submissão de Atambelo, o governante de Cárax. Ele declarou a Babilônia uma nova província do Império e teve sua estátua erguida na costa do Golfo Pérsico, após o que ele enviou ao Senado uma carta laureada declarando que a guerra estava encerrada e lamentando que ele era muito velho para vá mais longe e repita as conquistas de Alexandre, o Grande. Como Cárax era um reino independente de fato cujas conexões com Palmyra foram descritas acima, a oferta de Trajano pelo Golfo Pérsico pode ter coincidido com os interesses palmirenos na região. Outra hipótese é que os governantes de Cárax tinham planos expansionistas sobre a Babilônia parta, dando-lhes uma justificativa para a aliança com Trajano. A cidade parta de Susa aparentemente também foi ocupada pelos romanos.

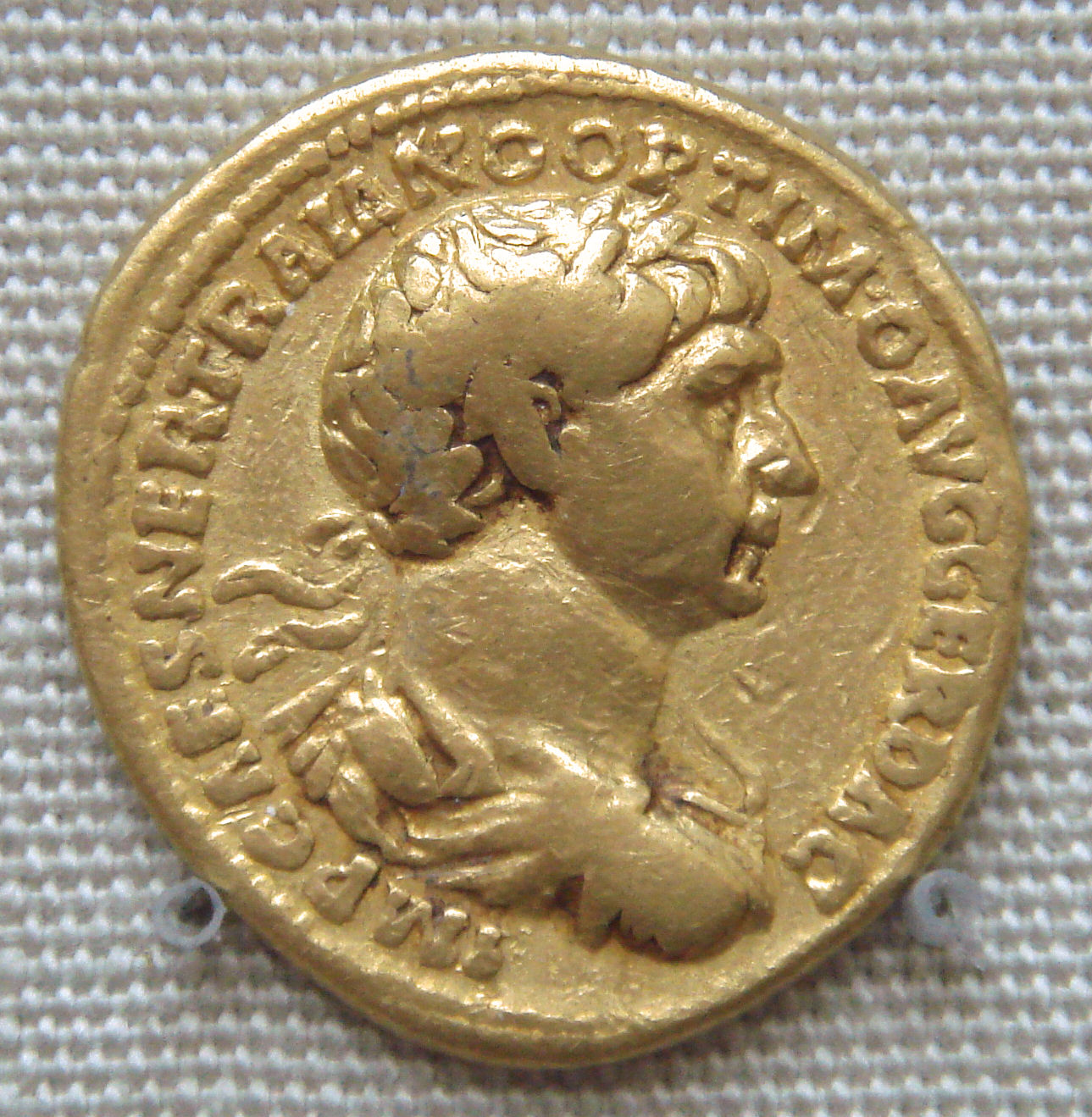
Uma moeda de Trajano, encontrada junto com moedas do governante cuchana Canisca, no mosteiro budista Ahin Posh, Afeganistão

De acordo com fontes literárias tardias (não apoiadas por evidências numismáticas ou inscritas), uma província da Assíria também foi proclamada, aparentemente cobrindo o território de Adiabene. Algumas medidas parecem ter sido consideradas em relação à administração fiscal do comércio indiano — ou simplesmente sobre o pagamento de taxas alfandegárias (portoria) sobre mercadorias comercializadas no Eufrates e no Tigre. É possível que tenha sido essa "simplificação" da administração das terras recém-conquistadas de acordo com o padrão da administração provincial romana na coleta de impostos, requisições e no manejo das prerrogativas dos potentados locais, que desencadeou resistência posterior contra Trajano. De acordo com alguns historiadores modernos, Trajano pode ter se ocupado durante sua estada no Golfo Pérsico ordenando ataques nas costas partas, bem como sondando a extensão da suserania romana sobre as tribos montanhesas que mantinham as passagens através das montanhas Zagros para o planalto iraniano rumo ao leste, bem como estabelecer algum tipo de contato direto entre Roma e o Império Cuchana. Nenhuma tentativa foi feita para expandir para o próprio planalto iraniano, onde o exército romano, com sua relativa fraqueza na cavalaria, estaria em desvantagem.
Trajano deixou o Golfo Pérsico para a Babilônia — onde pretendia oferecer sacrifício a Alexandre na casa onde ele havia morrido em 323 a.C., mas uma revolta liderada por Sanatruces, sobrinho do rei parta Osroes I, que havia mantido uma cavalaria força, possivelmente reforçada pela adição de arqueiros sacas, colocou em perigo as posições romanas na Mesopotâmia e na Armênia. Trajano procurou lidar com isso abandonando o domínio romano direto na Pártia propriamente dita, pelo menos parcialmente. Trajano enviou dois exércitos para o norte da Mesopotâmia: o primeiro, sob Lúcio Quieto, recuperou Nísibis e Edessa dos rebeldes, provavelmente tendo o rei Abgaro deposto e morto no processo, com Quietus provavelmente ganhando o direito de receber as honras. de um senador de nível pretoriano (adlectus inter praetorios). O segundo exército, no entanto, sob Ápio Máximo Santra (provavelmente um governador da Macedônia) foi derrotado e Santra morto.
Mais tarde, em 116, Trajano, com a ajuda de Quieto e dois outros legados, Marco Erúcio Claro e Tibério Júlio Alexandre Juliano, derrotou um exército parta em uma batalha onde Sanatruces foi morto (possivelmente com a ajuda do filho de Osroes e primo de Sanatruces, Partamaspates, a quem Trajano cortejou com sucesso). Depois de retomar e queimar Selêucia, Trajano depôs formalmente Osroes, colocando Partamaspates no trono como governante cliente. Este evento foi comemorado em uma moeda como a redução da Pártia ao status de reino cliente: REX PARTHIS DATUS, "um rei é dado aos partos". Feito isso, Trajano recuou para o norte a fim de reter o que podia das novas províncias da Armênia — onde já havia aceitado um armistício em troca da entrega de parte do território ao filho de Sanatruces, Vologases — e da Mesopotâmia. Foi nesse ponto que a saúde de Trajano começou a piorar. A cidade-fortaleza de Hatra, no Tigre em sua retaguarda, continuou a resistir aos repetidos ataques romanos. Ele estava pessoalmente presente no cerco, e é possível que tenha sofrido uma insolação enquanto estava no calor escaldante.

### Guerra de Quitos

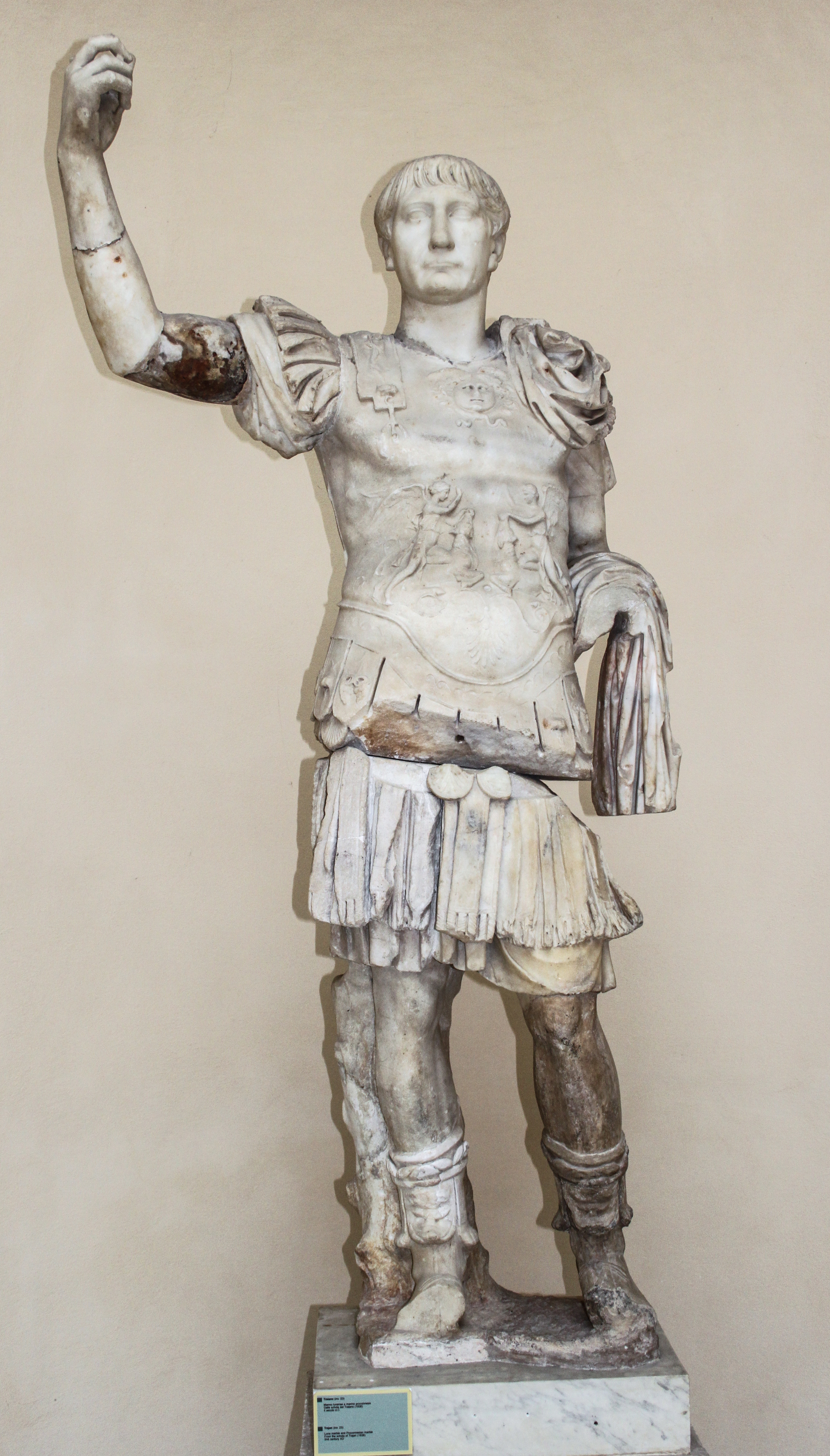
Estátua de Trajano, Mármore Luna e Mármore Proconessiano, século II, de Óstia Antiga

Pouco depois, os judeus dentro do Império Romano do Oriente, no Egito, Chipre e Cirene — esta última província sendo provavelmente o foco original do problema — levantaram-se no que provavelmente foi uma explosão de rebelião religiosa contra os pagãos locais, rebelião generalizada sendo posteriormente chamada de Guerra de Quitos. Outra rebelião explodiu entre as comunidades judaicas do norte da Mesopotâmia, provavelmente parte de uma reação geral contra a ocupação romana. Trajano foi forçado a retirar seu exército para reprimir as revoltas. Ele viu essa retirada simplesmente como um revés temporário, mas estava destinado a nunca mais comandar um exército no campo, entregando seus exércitos orientais a Lúsio Quieto, que nesse ínterim (início de 117) havia sido nomeado governador da Judeia e poderia ter tido que lidar anteriormente com algum tipo de agitação judaica na província. Quieto cumpriu suas missões com sucesso, tanto que a guerra recebeu seu nome posteriormente — Quitos sendo uma corrupção de Quieto. Se o teatro da Guerra de Quitos incluiu ou não a Judéia propriamente dita, ou apenas a diáspora judaica oriental, permanece duvidoso na ausência de evidências epigráficas e arqueológicas claras. O que é certo é que houve um aumento da presença militar romana na Judéia na época.
Foi prometido a Quieto um consulado no ano seguinte (118) por suas vitórias, mas ele foi morto antes que isso pudesse ocorrer, durante o sangrento expurgo que abriu o reinado de Adriano, no qual Quieto e três outros ex-cônsules foram condenados à morte após um julgamento sob uma vaga acusação de conspiração pelo tribunal (secreto) do prefeito pretoriano Aciano. Pensa-se que Quieto e seus colegas foram executados por ordem direta de Adriano, por medo de sua posição popular com o exército e suas estreitas ligações com Trajano. Em contraste, a próxima figura romana proeminente encarregada da repressão da revolta judaica, o cavaleiro Quinto Márcio Turbo, que havia lidado com o líder rebelde de Cirene, Lúcuas, manteve a confiança de Adriano, tornando-se seu prefeito pretoriano. Como todos os quatro consulares eram senadores da mais alta posição e, como tal, geralmente considerados capazes de assumir o poder imperial (capaces imperii), Adriano parece ter decidido evitar esses possíveis rivais.

## Morte e sucessão
No início de 117, Trajano adoeceu e partiu para a Itália. Sua saúde piorou durante a primavera e o verão de 117, possivelmente reconhecido pelo público pela exibição de um busto de bronze nos banhos públicos de Ancara, mostrando um homem idoso e emaciado, embora a identificação com Trajano seja contestada. Ele chegou a Selino, onde morreu repentinamente, provavelmente em 11 de agosto e aparentemente de edema. Trajano em pessoa poderia ter legalmente nomeado Adriano como seu sucessor, mas Dião afirma que a esposa de Trajano, Pompeia Plotina, garantiu a sucessão de Adriano mantendo a morte de Trajano em segredo por tempo suficiente para ela produzir e assinar um documento atestando a adoção de Adriano como filho e sucessor. Dião, que conta esta narrativa, oferece seu pai — o governador da Cilícia Aproniano — como fonte, então sua narrativa pode ser baseada em boatos contemporâneos. Também pode refletir o descontentamento masculino romano de que uma imperatriz — muito menos qualquer mulher — pudesse presumir se intrometer nos assuntos políticos de Roma.
Adriano manteve uma posição ambígua durante o reinado de Trajano. Depois de comandar a I Legião Minérvia durante as Guerras Dácicas, foi dispensado dos deveres da linha de frente no estágio decisivo da Segunda Guerra Dácia, sendo enviado para governar a recém-criada província da Panônia Inferior. Ele havia seguido uma carreira senatorial sem distinção particular e não havia sido oficialmente adotado por Trajano, embora recebesse dele condecorações e outras marcas de distinção que o faziam esperar a sucessão. Ele não recebeu nenhum cargo depois de seu 108.º consulado e nenhuma outra honra além de ser nomeado Arconte epônimo de Atenas em 111/2. Ele provavelmente não participou da Guerra Parta. Fontes literárias relatam que Trajano considerou outros, como o jurista Lúcio Nerácio Prisco, como herdeiro. Adriano, que acabou assumindo o cargo de governador da Síria na época da morte de Trajano, era primo do imperador e casado com a sobrinha-neta dele, o que o tornava tão bom quanto o herdeiro designado. Adriano parece ter sido bem relacionado com o poderoso e influente círculo de senadores espanhóis na corte de Trajano, por meio de seus laços com Plotina e o prefeito Aciano. Sua recusa em sustentar a política senatorial e expansionista do antecessor durante seu próprio reinado pode explicar a "hostilidade grosseira" mostrada a ele por fontes literárias.
O primeiro grande ato de Adriano como imperador foi abandonar a Mesopotâmia como muito cara e distante para defender, e restaurar a Armênia e Osroena à hegemonia parta, sob a suserania de Roma. A campanha parta foi um enorme revés para a política de Trajano, prova de que Roma havia estendido demais sua capacidade de sustentar um ambicioso programa de conquista. De acordo com a História Augusta, Adriano afirmou seguir o precedente estabelecido por Catão, o Velho, em relação aos macedônios, que "deveriam ser libertados porque não podiam ser protegidos" — algo que Birley vê como um precedente pouco convincente. Outros territórios conquistados por Trajano foram mantidos. De acordo com uma tradição histórica bem estabelecida, as cinzas de Trajano foram colocadas dentro da pequena cela que ainda sobrevive na base da coluna de Trajano. Em alguns estudos modernos, suas cinzas provavelmente foram enterradas perto de sua coluna, em um mausoléu, templo ou túmulo construído para seu culto como deus (divus) do Estado romano.

## O legado de Trajano

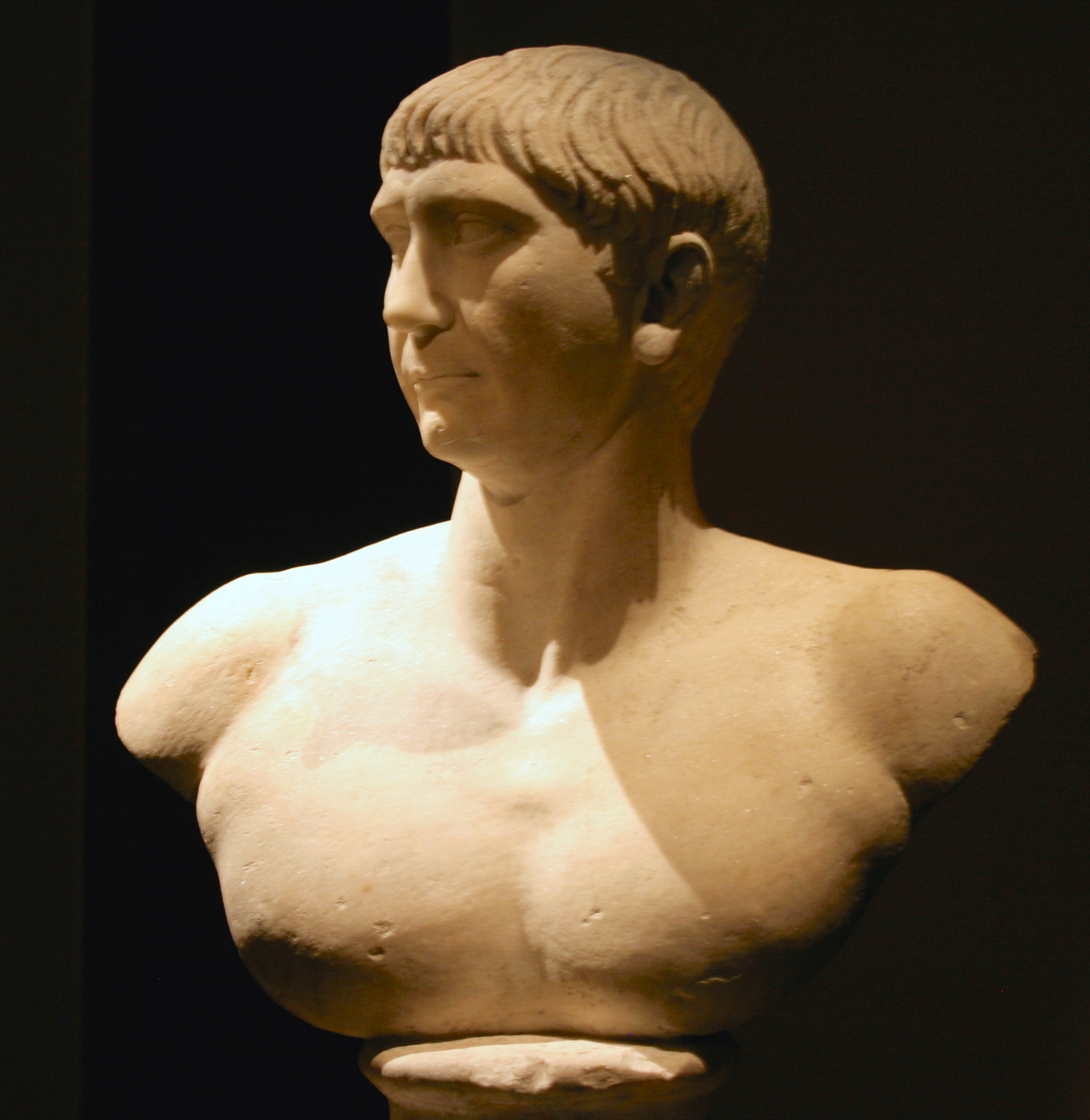
Busto de Trajano em 108 AD, no Museu de História da Arte em Viena, Áustria

Fontes antigas sobre a personalidade e realizações de Trajano são unanimemente positivas. Plínio, o Jovem, por exemplo, celebra Trajano em seu panegírico como um imperador sábio e justo e um homem moral. Dião Cássio acrescentou que ele sempre permaneceu digno e justo. Um imperador do século III, Décio, até recebeu do Senado o nome de Trajano como condecoração. Após os contratempos do século III, Trajano, juntamente com Augusto, tornou-se no Império Romano Tardio o modelo dos traços mais positivos da ordem imperial.
Alguns teólogos, como Tomás de Aquino, discutiram Trajano como um exemplo de pagão virtuoso. Na Divina Comédia, Dante, seguindo esta lenda, vê o espírito de Trajano no Céu de Júpiter com outras personalidades históricas e mitológicas conhecidas por sua justiça. Além disso, um mural de Trajano parando para fazer justiça a uma viúva pobre está presente no primeiro terraço do Purgatório como uma lição para aqueles que são expurgados por serem orgulhosos.

### Iconografia

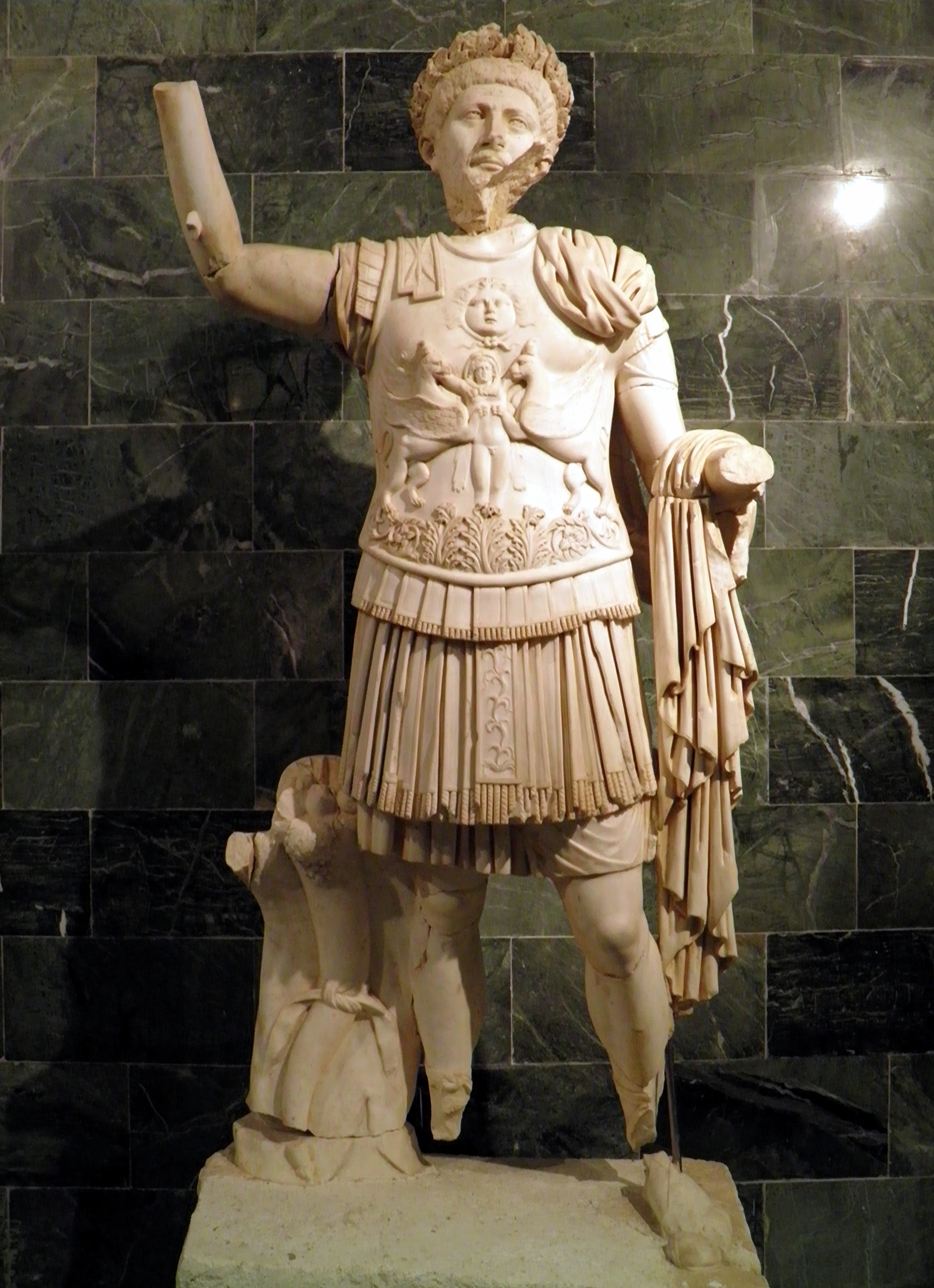
A cabeça desta estátua foi retrabalhada com uma barba no século III para o teatro de Perge. Agora no Museu de Antália na Turquia

Depois do desprezado Nero, os imperadores romanos até Trajano foram representados barbeados. O sucessor de Trajano, Adriano, tornou as barbas na moda novamente para os imperadores.

### Imperadores posteriores
Muitos imperadores depois de Trajano seriam, quando fossem empossados, saudados como Felicior Augusto, melior Traiano ("Que você governe afortunado como Augusto e melhor que Trajano"). O imperador do século IV, Constantino, é creditado por chamá-lo de "planta em cada parede" pelos muitos edifícios com inscrições com seu nome.

### Após Roma
No século XVIII, o rei Carlos III da Espanha encomendou a Anton Raphael Mengs a pintura O Triunfo de Trajano no teto do salão de banquetes do Palácio Real de Madrid — considerada uma das melhores obras deste artista.
Foi apenas durante o Iluminismo que esse legado começou a ser contestado, quando Edward Gibbon expressou dúvidas sobre o caráter militarizado do reinado de Trajano em contraste com as práticas "moderadas" de seus sucessores imediatos. Mommsen adotou uma postura dividida em relação a Trajano, em algum ponto de suas palestras publicadas postumamente falando sobre sua "vanglória" (Scheinglorie). Mommsen também fala do "desejo insaciável e ilimitado de conquista" de Trajano. Embora Mommsen não gostasse do sucessor de Trajano, Adriano — "uma maneira repulsiva e uma natureza venenosa, invejosa e maliciosa" — ele admitiu que Adriano, ao renunciar às conquistas de Trajano, estava "fazendo o que a situação claramente exigia".
Foi exatamente esse caráter militar do reinado de Trajano que atraiu seu biógrafo do início do século XX, o historiador fascista italiano Roberto Paribeni, que em sua biografia de dois volumes de 1927, Optimus Princeps, descreveu o reinado de Trajano como o ápice do principado romano, que ele via como Patrimônio da Itália. Seguindo os passos de Paribeni, o historiador alemão Alfred Heuss viu em Trajano "a encarnação humana consumada do título imperial" (die ideale Verkörperung des humanen Kaiserbegriffs). A primeira biografia de Trajano em inglês por Julian Bennett também é positiva, pois assume que Trajano era um político ativo preocupado com a administração do império como um todo — algo que seu revisor Lendon considera uma perspectiva anacrônica que vê no Império Romano. imperador uma espécie de administrador moderno.
Durante a década de 1980, o historiador romeno Eugen Cizek teve uma visão mais matizada ao descrever as mudanças na ideologia pessoal do reinado de Trajano, enfatizando o fato de que ele se tornou cada vez mais autocrático e militarizado, especialmente após 112 e em direção à Guerra Parta (como " somente um monarca universal, um kosmocrator, poderia ditar sua lei para o Oriente"). A biografia do historiador alemão Karl Strobel enfatiza a continuidade entre os reinados de Domiciano e Trajano, dizendo que o governo de Trajano seguiu o mesmo caráter autocrático e sagrado de Domiciano, culminando em uma aventura parta fracassada pretendida como a coroa de sua realização pessoal. É na historiografia francesa moderna que a reputação de Trajano se torna mais acentuadamente deflacionada: Paul Petit escreve sobre os retratos de Trajano como um "rústico rude com gosto por bebida e meninos". Para Paul Veyne, o que deve ser retido das qualidades "estilosas" de Trajano é que ele foi o último imperador romano a pensar no império como uma hegemonia de conquista puramente italiana e centrada em Roma. Em contraste, seu sucessor, Adriano, enfatizaria a noção do império como ecumênico e do imperador como benfeitor universal e não kosmocrator.

### Na lenda judaica
Nas obras homiléticas judaicas, como Esther Rabbah, Trajano é descrito com o epitáfio "que seus ossos sejam esmagados" (hebraico: שְׁחִיק עֲצָמוֹת, sh'hik atzamot). O mesmo epitáfio também é usado para Adriano.